# Architecture en Corée du Nord
L'architecture en Corée du Nord est une forme importante de l'expression culturelle contemporaine en Corée du Nord. Dans la Corée d'avant la colonisation japonaise, l'architecture était très influencée par la Chine.
En 1953, au sortir de la guerre de Corée, le pays est presque entièrement détruit, c'est dans cette situation que la Corée du Nord se reconstruit fortement, soutenue par l'URSS et ses alliés. La période 1953-1960 est marquée par la reconstruction des villes avec des bâtiments de style néoclassique soviétique et par la volonté de mettre en place une vision socialiste de l'architecture.
À partir des années 1960, Kim Il-sung, dirigeant de la Corée du Nord, engage le pays dans une conception de l'architecture qui introduit des éléments traditionnels coréens sur des bâtiments de style néoclassique.
L'architecture nord-coréenne connaît son âge d'or sur la période de 1970 à 1989. Dans une volonté de faire rayonner le pays et la capitale Pyongyang, de nombreux édifices monumentaux sont construits, le style moderne des bâtiments s’ajoute au style néo-traditionnel.
Le milieu des années 1990 marque une rupture nette avec la décennie précédente, une famine fait surface et peu de constructions sont réalisées. Une reprise intervient dans les années 2000. En 2011, Kim Jong-il meurt, le pouvoir est transféré à son fils Kim Jong-un et les constructions s'accélèrent. À partir de cette date, de nombreux édifices et infrastructures sont construits.
Dans le pays, l'architecture est vue par le régime comme un vecteur de propagande, auquel est combiné l'urbanisme pour mettre en valeur les monuments représentant les dirigeants et l'histoire du pays du point de vue du régime.
Le béton massivement utilisé pour la construction des bâtiments et des monuments est le fruit d'une incapacité à s'approvisionner en matériaux, même si les périodes récentes intègrent des bâtiments avec des éléments en verre.

## Historique

### Origine
Avant la guerre de Corée, la Corée était unifiée, elle a développé son architecture avec des influences chinoises notamment lors de l'ère Choson (1392-1910) où l'influence chinoise néo-confucéenne était très forte.

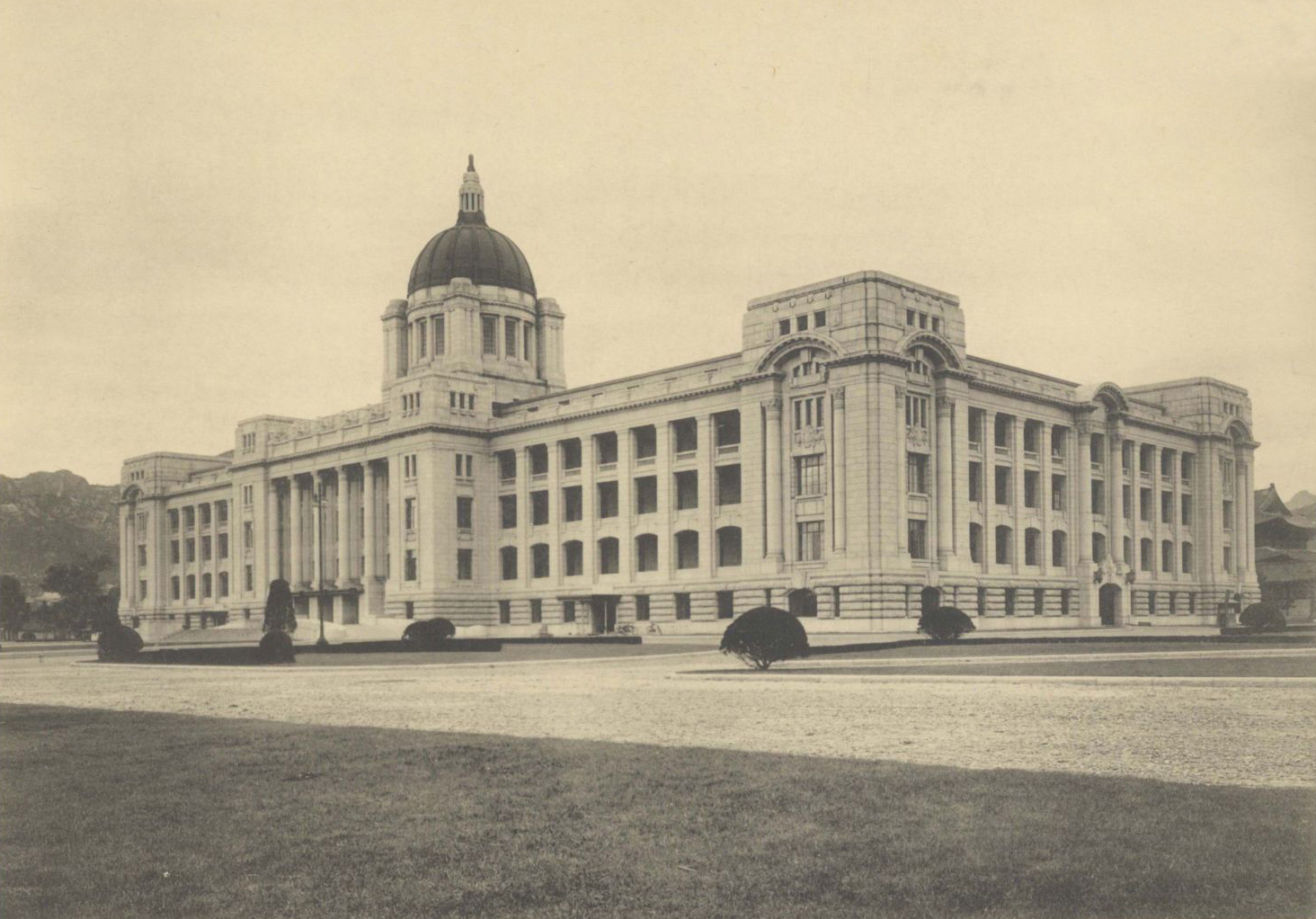
Bâtiment construit de 1916 à 1926 à Séoul, lieu du pouvoir colonial japonais en Corée, construit sur un lieu de pouvoir coréen

En 1910, la Corée est annexée par le Japon, et pendant l'occupation japonaise de 1910 à 1945, elle marque profondément l'architecture en Corée. Le Japon impose sa vision en détruisant de nombreux bâtiments d'architecture coréenne traditionnelle et locale pour des bâtiments d'architecture japonaise. Cela se manifeste, par exemple, avec la construction du siège du gouvernement-général japonais à Séoul.

### De la libération à la guerre (1945-1953)

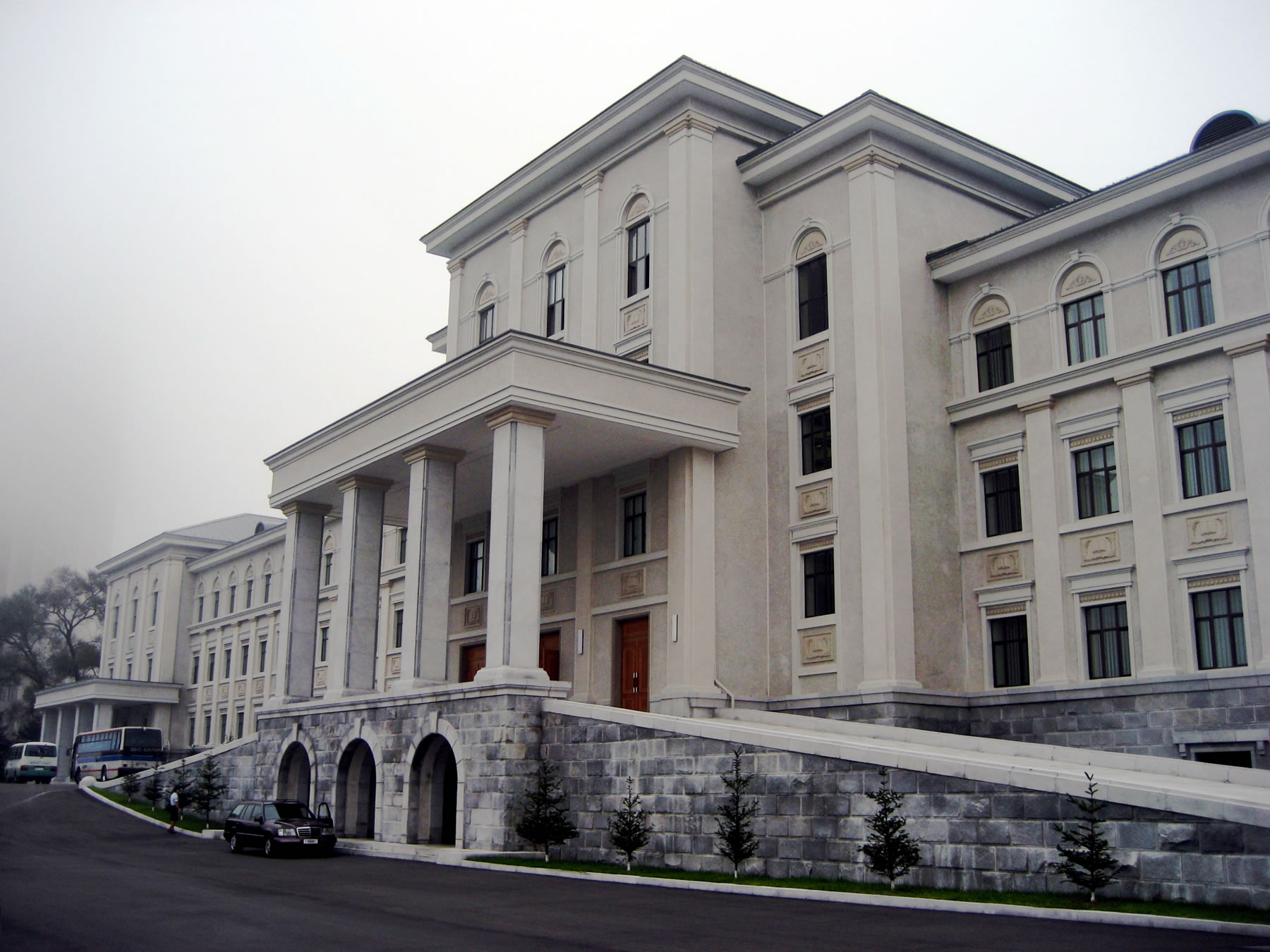
Façade de l'université Kim Il-sung, construite avant la guerre de Corée, de style néoclassique.

De 1945 jusqu'au commencement de la guerre de Corée, la construction a lentement démarré avec un petit nombre de bâtiments. Pendant la période de l'occupation soviétique (1945-1948) et les années avant la guerre, les édifices construits étaient de style néoclassique. L'URSS est la principale influence durant cette période. L'université Kim Il-sung, l'hôpital de Pyongyang et l'hôtel Haebang sont construits.
Avant la guerre de Corée, le pouvoir a mis en place différents plans de construction, de une à deux années (un pour 1947, un autre pour 1948, un autre 1949-1950, puis aucun pendant la guerre).

### Reconstruction rapide après-guerre (1953-1960)
Après la fin de la guerre de Corée, toutes les villes du pays ont été très largement rasées à près de 90%. Les bâtiments de l'époque de la colonisation japonaise ont en grande partie aussi été détruits, du fait des bombardements américains même si certaines organisations ont réutilisé des bâtiments de l'époque japonaise, comme le Rodong Sinmun qui a son siège dans un ancien bâtiment japonais. Ces grandes destructions ont laissé un grand espace pour bâtir des villes d'une idéologie nouvelle,,. Ce nouveau terrain a été pensé par Kim Il-sung comme « un grand jardin d'architecture juche » initiant un nouvel idéal urbain socialiste.
La ville détruite de Pyongyang est l'une des rares dans l'histoire qui a permis aux planificateurs et architectes socialistes de mettre en place leur conception idéale de la ville socialiste.

#### Plans pour la reconstruction
La Corée du Nord a adopté le système de plans quinquennaux, en faisant reposer la construction du pays sur des objectifs quantifiables et des considérations financières en laissant de côté l'aspect conceptuel et esthétique. Le gouvernement nord-coréen a élaboré un projet de reconstruction, appelé plan directeur de 1952 (ou 1953), il a initié le système de places massives reliées par de grands boulevards longés par des bâtiments uniformes de couleurs, avec des monuments pensés dans des espaces symboliques positionnés au centre des différents quartiers de la ville,. Entre chaque quartier sont prévues des zones tampons pour mieux modérer leur étalement.
Après la destruction de Pyongyang, l'URSS a aidé à définir et à réaliser le plan urbain clair et axial de la ville, l’Allemagne de l'Est a fourni une assistance technique, et la Chine communiste a apporté sa main d’œuvre,. L'URSS est le plus grand pourvoyeur de l'aide sur les plans conceptuel, technique et en main d’œuvre,.
Les architectes nord-coréens ont eu un rôle important dans la conception et la reconstruction de la capitale.
Le premier plan de reconstruction après guerre s'étale sur trois ans, de 1954 à 1956 et a pour objectif principal de retrouver des conditions de vie au niveau d'avant-guerre, et le second sur cinq ans, de 1957 à 1961 a comme objectif de rétablir le cadre de l'industrialisation.

#### Conception nouvelle
Les architectes ont pensé la ville de Pyongyang sur un système équilibrant les zones urbaines et rurales en créant des unités autoproductives. Le système de district unitaire matérialise cette vision en mélangeant le tissu industriel et résidentiel, permettant aux produits d'être consommés proches du lieu de production. La conception originelle de Pyongyang est pensée pour un million d'habitants avec une densité de population de 20-25%, représentant 300 à 600 résidents par hectare. Les architectes ont soigneusement pensé l'insertion de zone vertes dans l'organisation de la ville, avec en premier lieu des zones paysagères le long des rives du fleuve Taedong et le long des grands boulevards. Les parcs de loisirs ont aussi été implantés près des lieux de production pour permettre aux travailleurs de mieux se reposer, tout en les insérant dans des zones historiques ou mémoriels.

#### Méthode de construction
Pour les deux plans, le facteur déterminant dans le secteur de la construction a été la standardisation de l'architecture pour assurer l'avancée rapide des bâtiments. La production de masse des matériaux de construction et la mécanisation ont permis de rendre la construction plus efficace.
La fabrication de structures standardisées préfabriquées a été mise en avant par Kim Il-sung pour les maisons et les écoles pour notamment réduire le temps et les coûts de construction, et en améliorer la qualité. À partir de 1957, cette méthode a largement été répandue dans le pays. Pour résoudre le problème de la main d’œuvre manquante pour la construction de maison, le pays a initié le mouvement chollima pour stimuler la production de masse le plus rapidement possible. Ce mouvement a joué un rôle clef pour achever le plan de cinq 1957-1961 un an plus tôt que prévu (soit 1957-1960).

#### Style
Avec la mort de Staline en 1953, de nombreux pays socialistes ont conduit à des changements dans l'architecture de ses pays, en revanche la Corée du Nord a continué dans le style néoclassique soviétique,.
Les différentes villes en Corée du Nord ont été pensées sur le même modèle dans le style néoclassique socialiste (ou néoclassique stalinien). Ce style se caractérise par une symétrie axée sur l'entrée du bâtiment qui se positionne au centre, la verticalité des édifices élèvent les bâtiments sur des colonnes.

#### Hamhung
Le centre des villes en dehors de la capitale est aussi pensé sur un modèle avec une grande place centrale bordée de bâtiments monumentaux, comme la place de Hamhung, entourée du Grand théâtre de Hamhung.
Hamhung suit le modèle est-allemand d'urbanisation et notamment adopte le style de maison inspiré du Bauhaus, tout en incorporant un style coréen traditionnel.

#### Constructions
La place Kim Il-sung a été construite en quelques semaines en 1953. En 1954, le Musée d'Art coréen et le Musée central d'histoire de Corée sont sortis de terre le long de la place.
Cette phase de reconstruction a permis de construire des appartements, la gare de Pyongyang, trois hôtels ainsi que des musées. Cette phase est aussi marquée par la construction de longues rangées parallèles de maisons d'habitation très simples, à un étage.

L'année 1960 marque à la fois le pic de la phase réaliste socialiste dans l'architecture et la fin officielle de la reconstruction d'après guerre. La direction prise va vers une architecture assumée comme nationaliste.

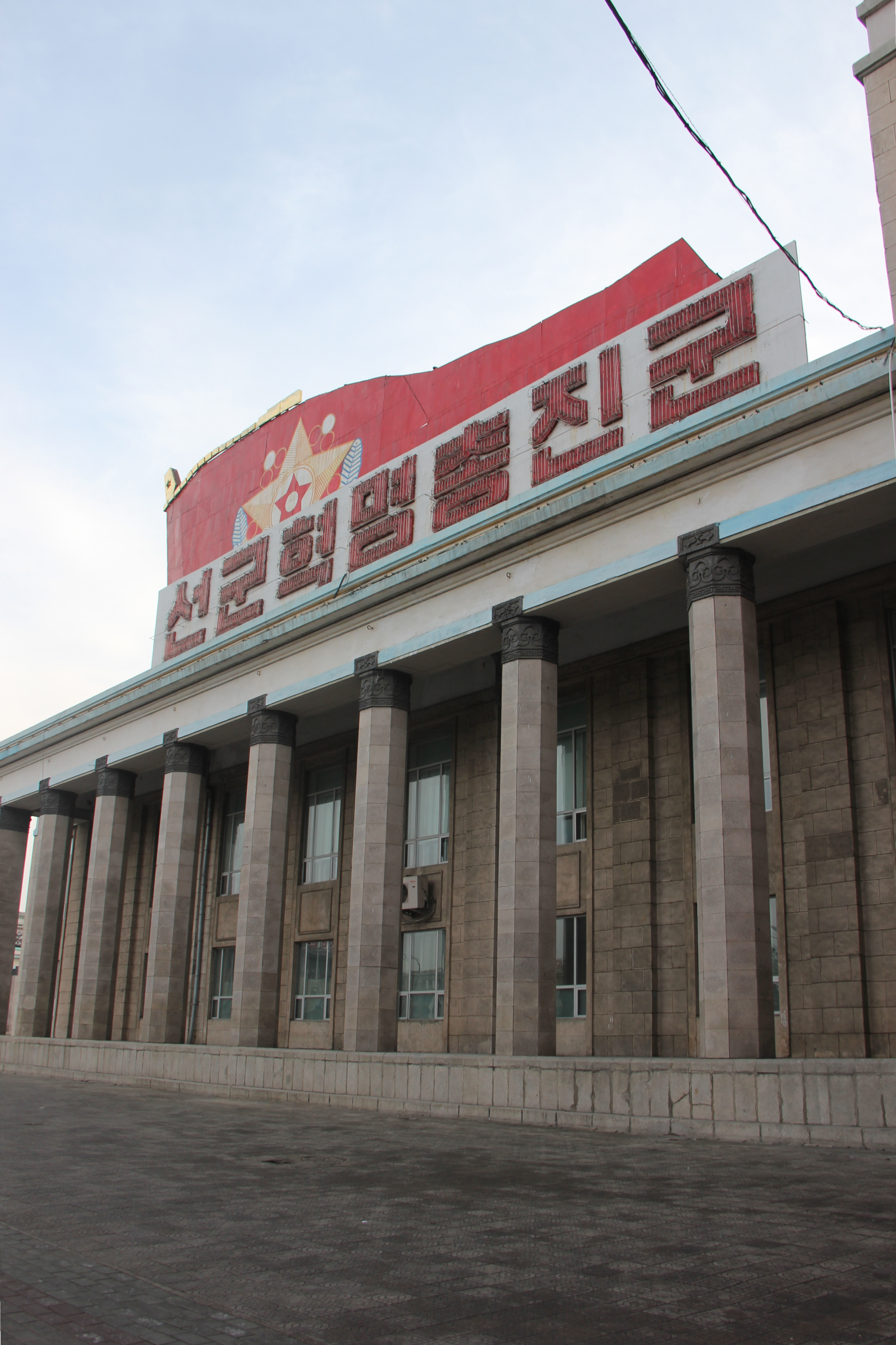
Façade du musée d'art coréen sur la place Kim Il-sung, construit en 1954.
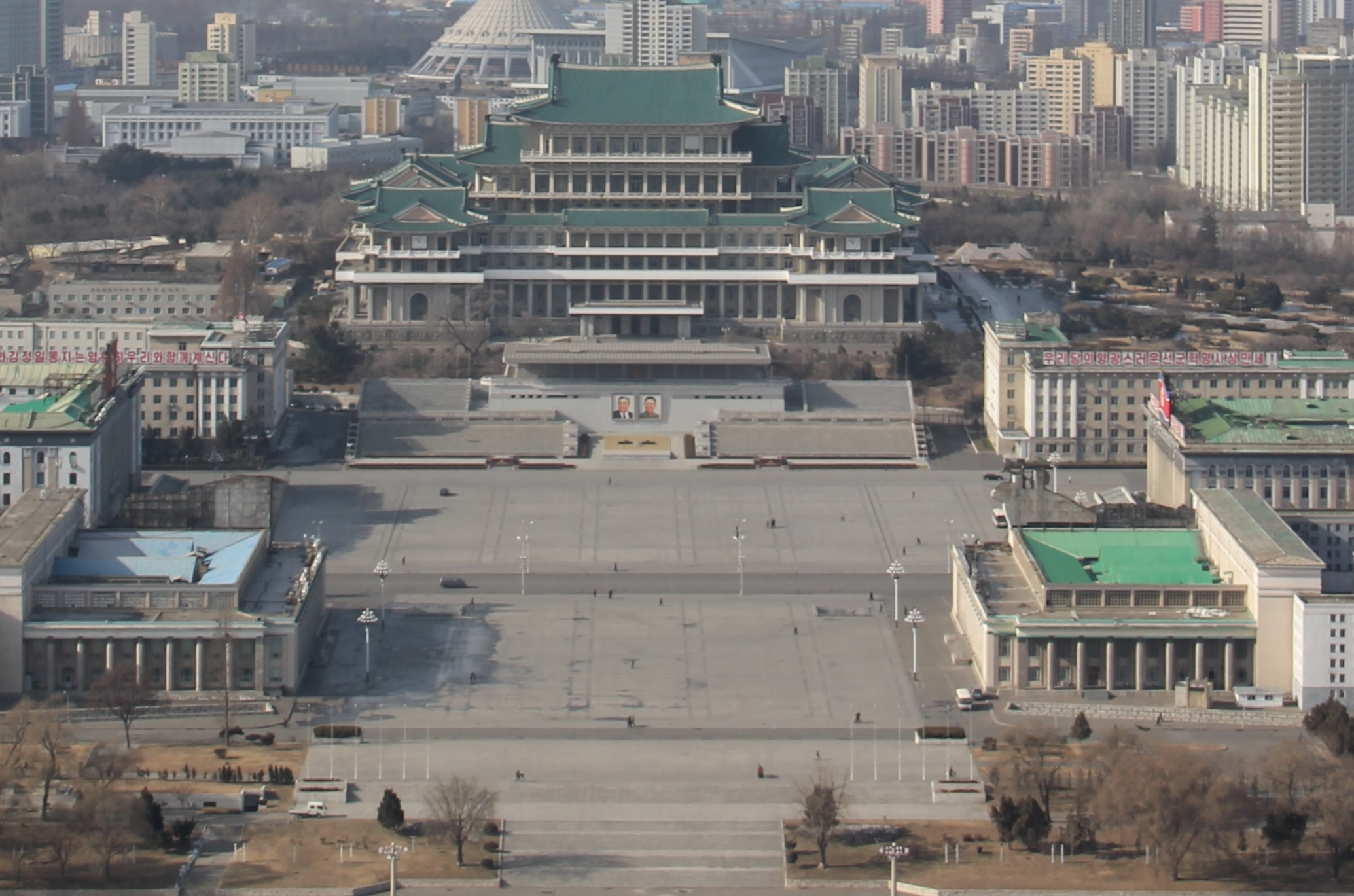
Place Kim Il-sung construite en 1953 vue du ciel.
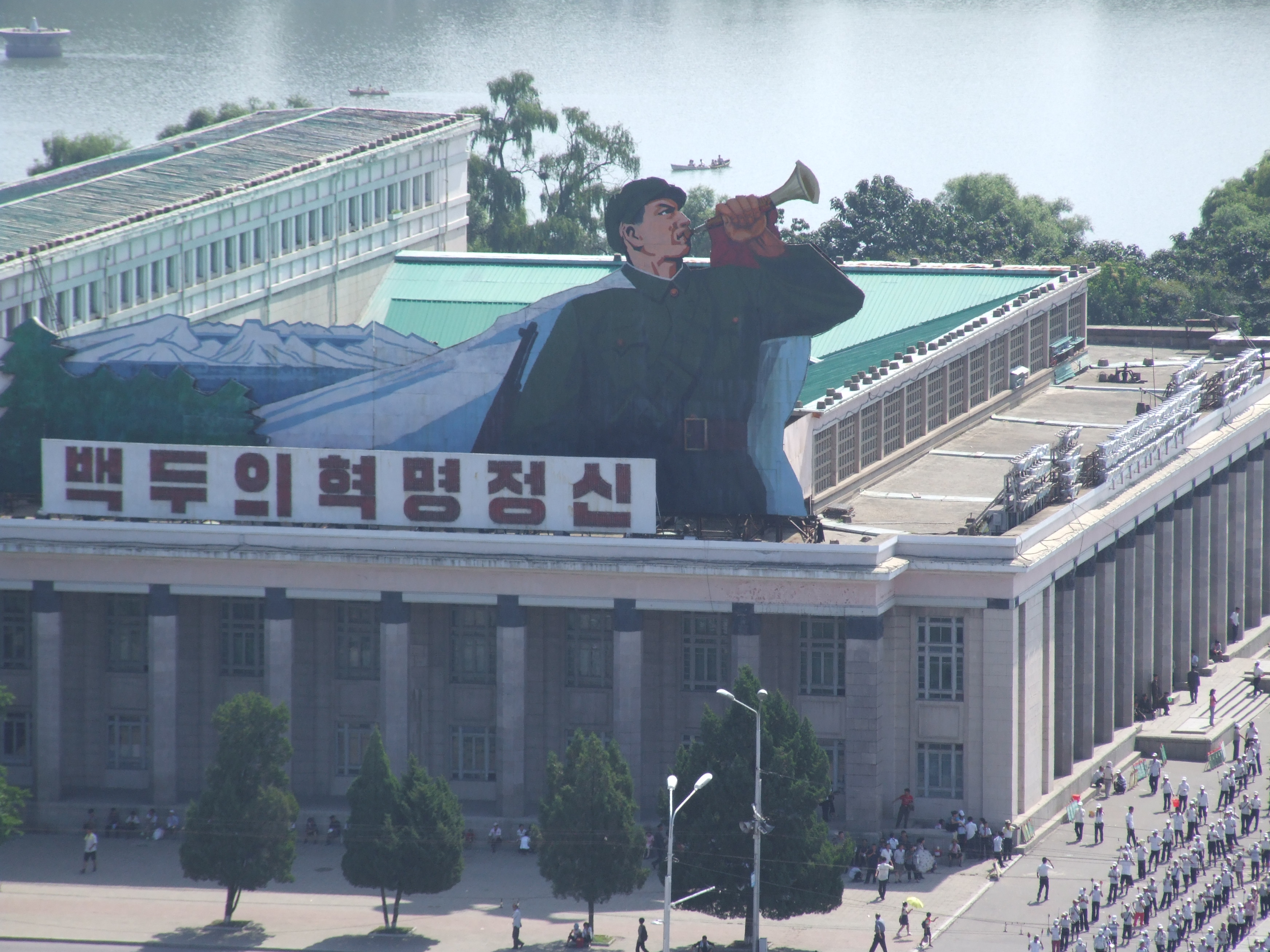
Bâtiment du musée central d'histoire de Corée construit en 1954, vue depuis la Grande maison des études du peuple.

### Naissance d'une architecture nationale (1960-1970)
En 1954, Kim Il-sung lance les prémisses de cette période en déclarant que l'architecture devait utiliser des styles coréens traditionnels à l'esthétique et aux besoins modernes.
Dans les années 1960, Kim Il-sung lance une nouvelle stratégie architecturale pour le développement de Pyongyang. La nouvelle stratégie se concentre sur cinq points : le prolongement des grands boulevards, la construction de haut bâtiment le long des boulevards, la création d'institutions culturelles et civiques de grande ampleur, l'implantation de statues et de places, ainsi que des infrastructures de loisirs pour les étrangers. Dans cette vision architecturale néo-traditionnelle, Kim Il-sung reprend à son compte le slogan « national dans la forme, socialiste dans le contenu ».
L'architecture néo-traditionnelle consiste en des extérieurs de bâtiments modernes mais en leur appliquant des motifs traditionnels. Les bâtiments publics de cette période expriment ce style avec des toits de tuiles traditionnelles giwa, des façades décalées et des peintures colorées de type dancheong. Ces bâtiments sont très souvent des grandes structures publiques qui servent de lieux culturels.
La nouvelle stratégie architecturale est rentrée par certains aspects en contradiction avec le plan directeur de 1953. Mettant parfois à mal l'idée des quartiers centraux, les lieux symboliques se sont peu à peu centralisés dans le centre-ville au lieu d'être répartis dans toute la ville. La pénurie de logements sociaux y a aussi provoqué un grignotage des zones tampons prévues par le plan directeur de 1953, censées être des espaces paysagers. De nouveaux immeubles d'habitations plus hauts que les précédents sont construits. Le métro de Pyongyang est achevé en 1973.
La construction du Grand Théâtre de Pyongyang en 1960 et le restaurant Okryugwan en 1961 reflètent ce style. Le monument de Chollima, construit en 1961, représente l'ouverture de cette période, avec la symbolique du mouvement du même nom qui exhorte à accélérer le développement du pays.
Cette période correspond au plan de sept ans, de 1961 à 1967 qui a été étendu jusqu'en 1970.

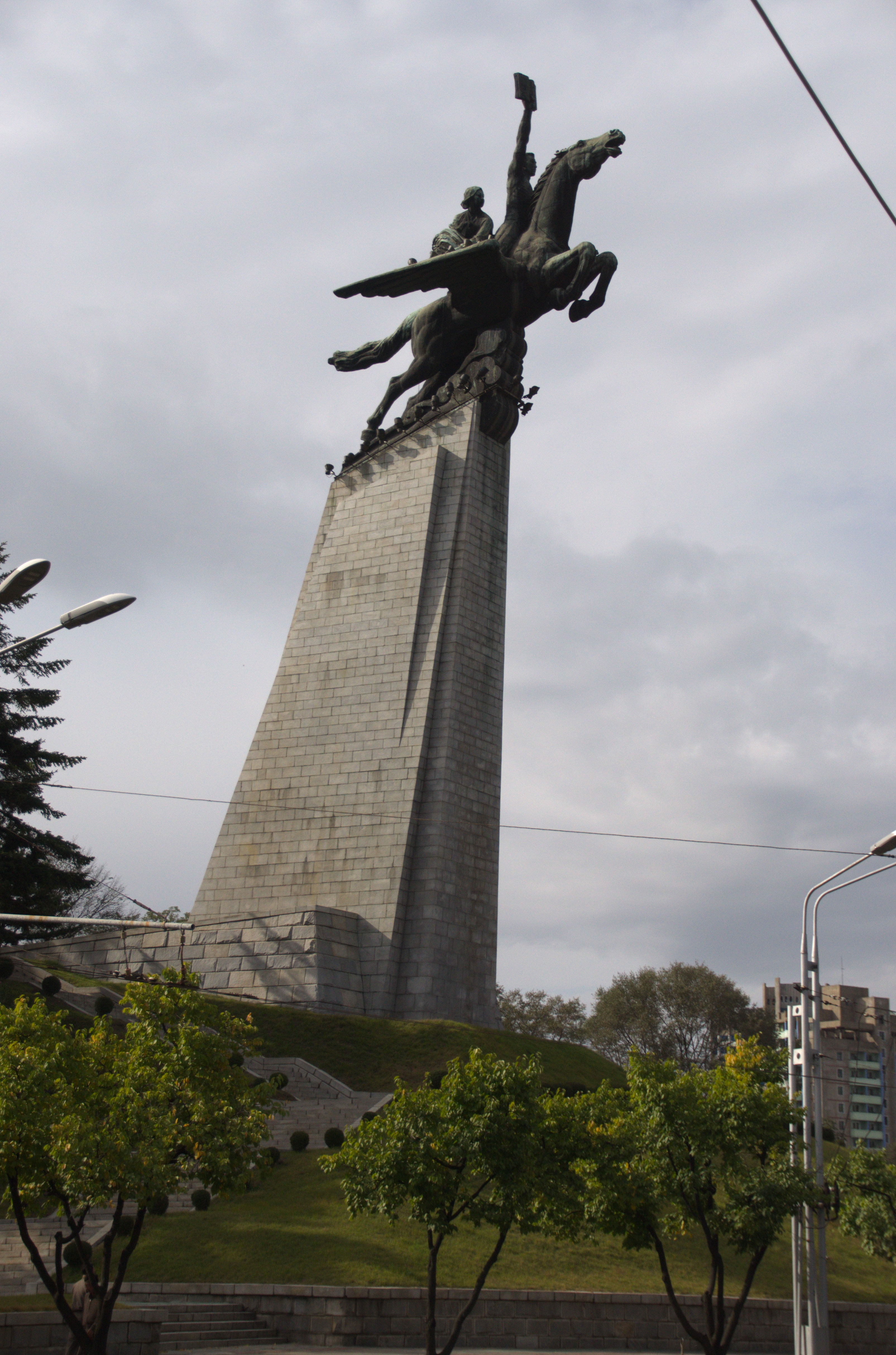
Statue de Chollima construite en 1961.
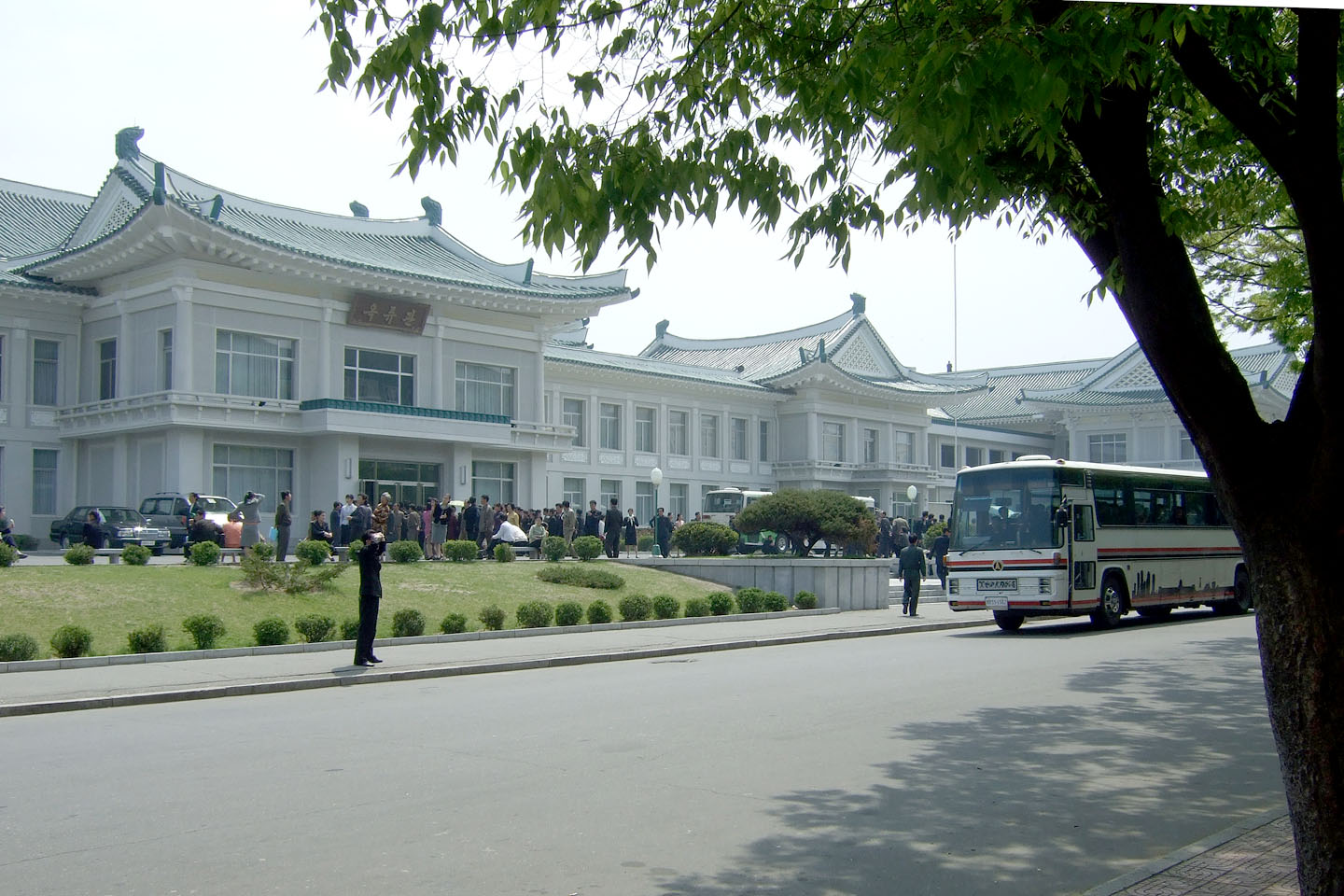
Restaurant Okryu construit en 1961, bâtiment en béton de style néo-traditionnel.
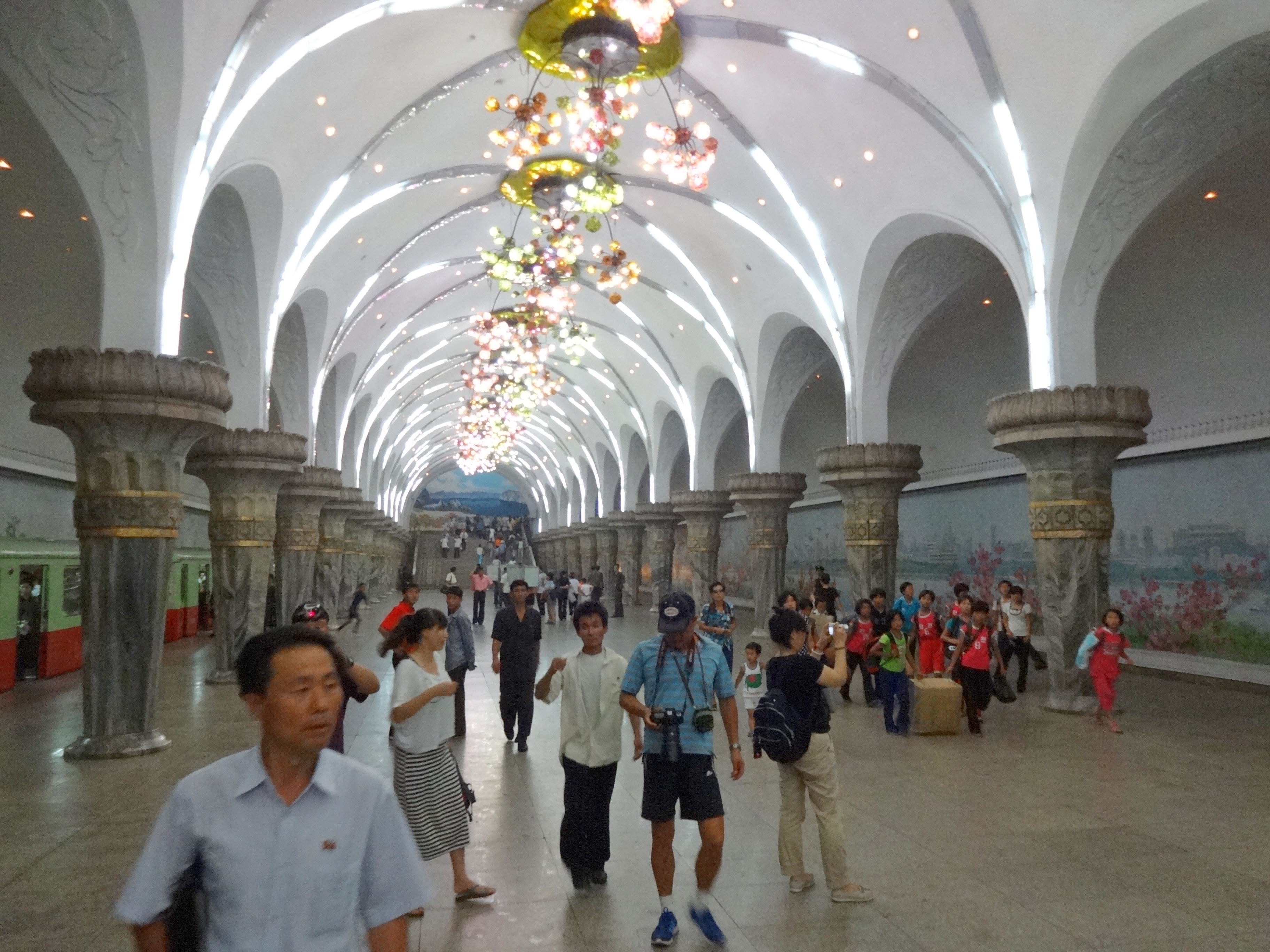
Station Yonggwang du métro de Pyongyang.

### L'âge d'or (1970-1989)
Les années de 1970 à 1989 marquent un âge d'or dans le nombre de structures construites dans le pays, où plusieurs raisons expliquent cette évolution. Ainsi, le dirigeant Kim Il-sung délègue à son fils Kim Jong-Il la supervision des productions artistiques, les arts deviennent véritablement un relais massif de propagande et de mise en valeur du régime, et la réforme de la constitution de 1972 fait passer la capitale du pays de Séoul à Pyongyang.
Dans les années 1980, dans un objectif de promotion de Pyongyang à l'international, le pays a construit de nombreux bâtiments culturels de grande ampleur. Des bâtiments avec des façades en verre sont apparus dans la capitale, avec trente ans de décalage par rapport à de nombreux pays dans le monde.

#### Style néo-traditionnel et moderne
Les bâtiments de cette période suivent le principe d'une architecture néo-traditionnelle des années 1960 avec des toits traditionnels incurvés en hapkak, des tuiles en céramique verte et des reproductions en béton de la structure porteuse traditionnelle en bois de type dougong,.
L'architecture s'est transformée pour s'inspirer plus fortement du style coréen traditionnel, telle qu'avec la Grande maison des études du peuple, ou en devenant plus moderne comme avec la Patinoire de Pyongyang (en).
L'extérieur des bâtiments construits durant ces années est de style néo-traditionnel avec des bâtiments de style moderne.
L'aspect rétro-futuriste (moderne) de la capitale a grandement été façonné par les trois importantes vagues de constructions de grands équipements publics en 1972, 1982 et 1989.

#### Urbanisation
Cette période est marquée par un développement rapide et une forte pression démographique urbaine, forçant la construction de nombreux immeubles à usage d'habitation. Ces bâtiments étaient des dalles rectangulaires extrudées vers le haut, avec un style basique et minimaliste.
La ville de Pyongyang a des dispositions axiales, des lignes de vue et des proportions de bâtiments qui suivent un bon sens de la planification. La ville a en partie évité les écueils d'une construction urbaine centrée sur l'automobile.
La période correspond à un plan de six ans, de 1971 à 1976 et un autre plan de sept ans, de 1978 à 1984.

#### Constructions
Le Hall d'exposition de l'amitié internationale à Myohyangsan est construit en 1978.
Dans les années 1980, des bâtiments de grande envergure sont construits, comme la Maison internationale du cinéma de Pyongyang (en) en 1988, ou le Stade du Premier-Mai en 1989 qui est un stade de 150 000 places qui a servi pour accueillir le 13e festival mondial de la jeunesse et des étudiants. L'hôtel Ryugyong a commencé à être construit en 1987 et n'est pas terminé à date de 2022.
En 1980, la rue de Changgwang est remodelée avec la construction de hautes tours d’habitation. Le bâtiment accueillant l'assemblée nord-coréenne, le Palais de l'Assemblée de Mansudae est reconstruit en 1984.
En 1982, l'arc de triomphe de Pyongyang est construit, devenant le deuxième plus grand arc de triomphe du monde et la même année, la Grande maison des études du peuple et la tour du Juche sont achevées. L'hôtel Koryo, une structure ultramoderne à deux tours de quarante-cinq étages, est construit en 1985.
De nombreuses installations et équipements sportifs et de tourisme sont construits pour préparer la ville à être potentiellement co-hôte des JO d'été de 1988, ce qui ne se réalisa pas, et pour l'organisation du 13e Festival mondial de la jeunesse et des étudiants (en) de 1989, qui eut lieu.
De nombreuses constructions ont eu lieu avant les célébrations du quatre-vingtième anniversaire de Kim Il-sung, notamment la construction de grands complexes d'appartements et de l'autoroute de la réunification, une route à quatre voies reliant la capitale et la zone démilitarisée.
À partir des années 1980, le rôle de l'URSS et des autres pays socialistes dans la reconstruction du pays après-guerre sont effacés de l'histoire nationale.

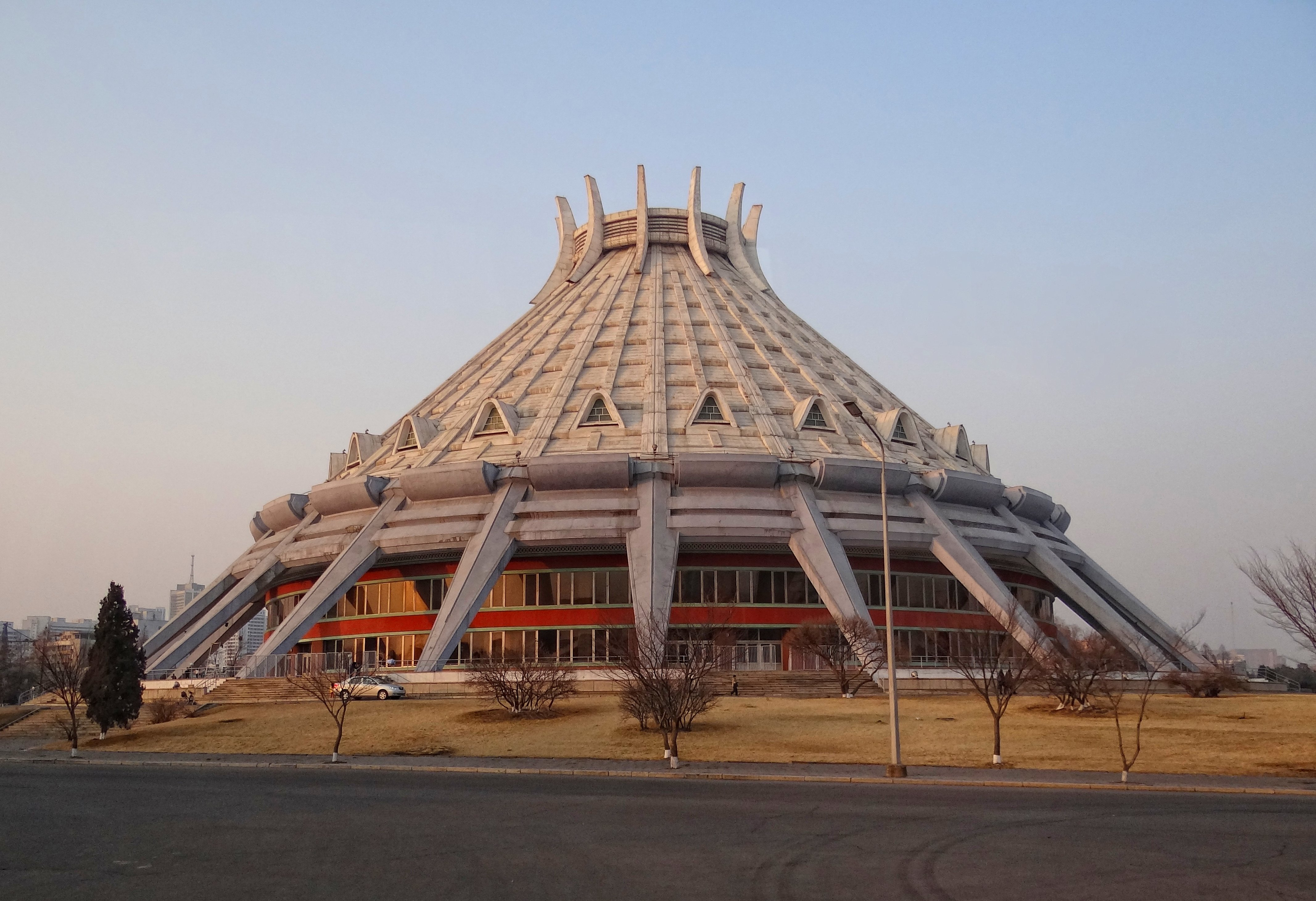
Patinoire de Pyongyang, construite en 1982.
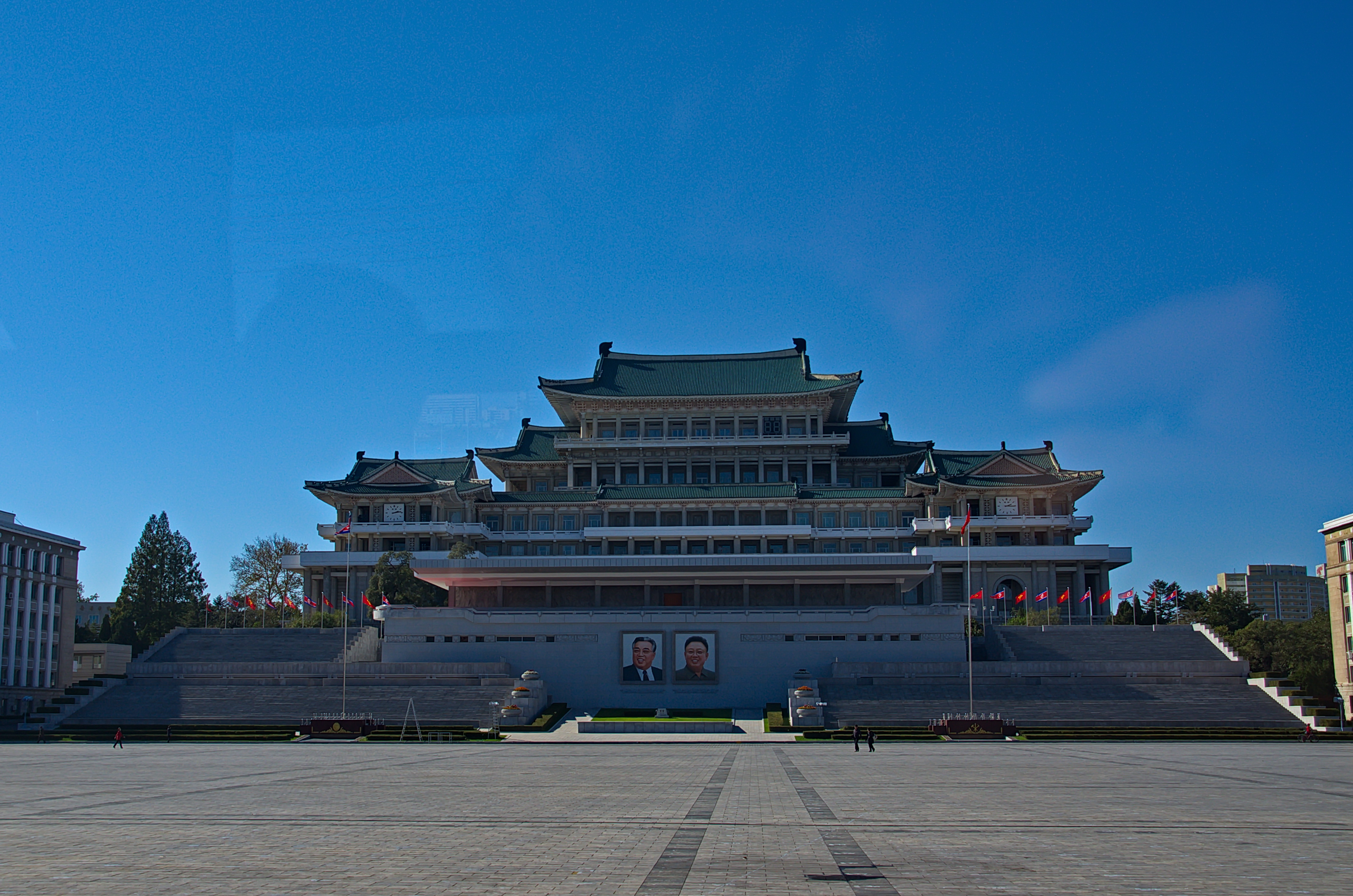
Grande maison des études du peuple, construite en 1982.
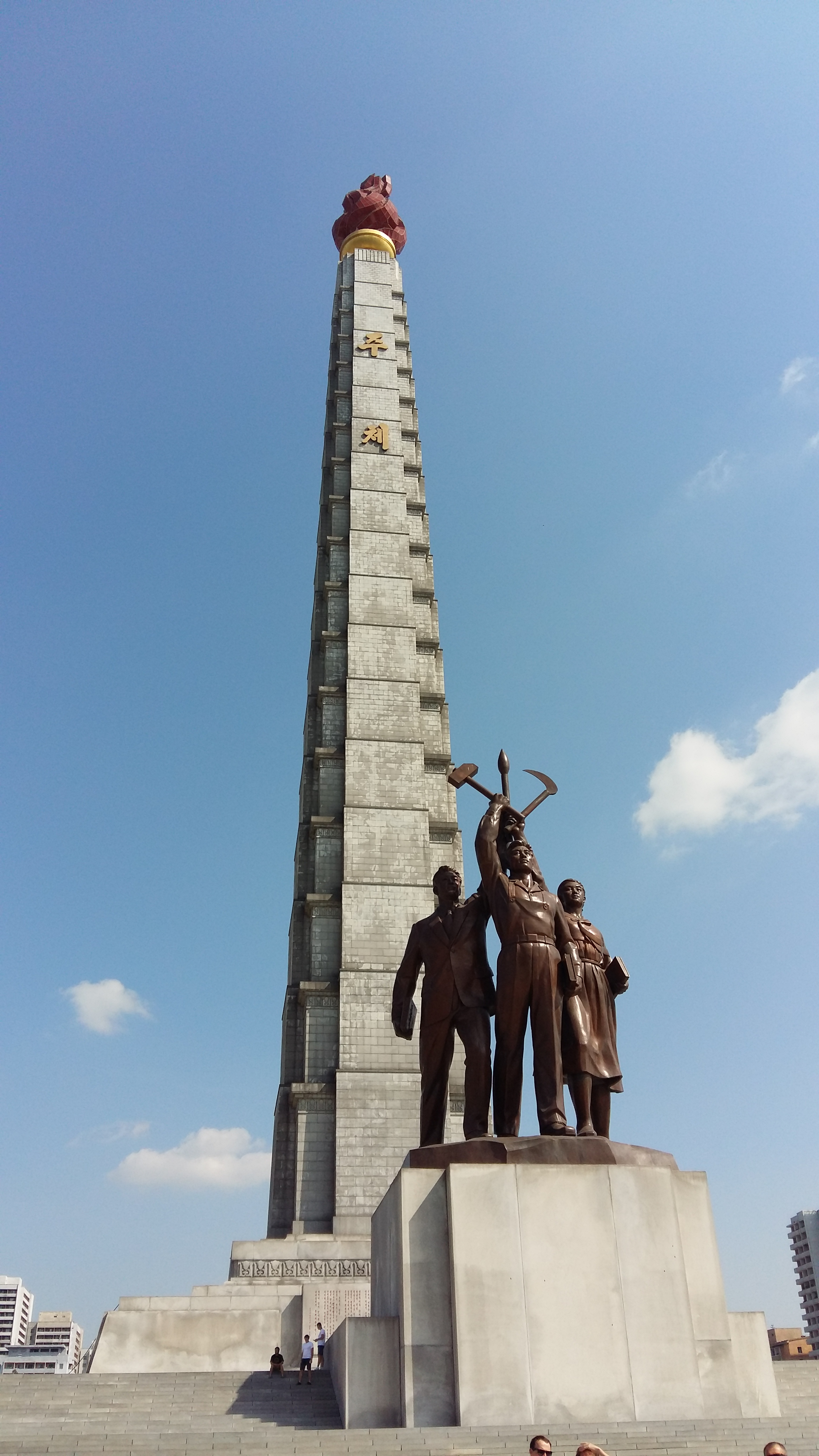
Tour du juche, construite en 1982
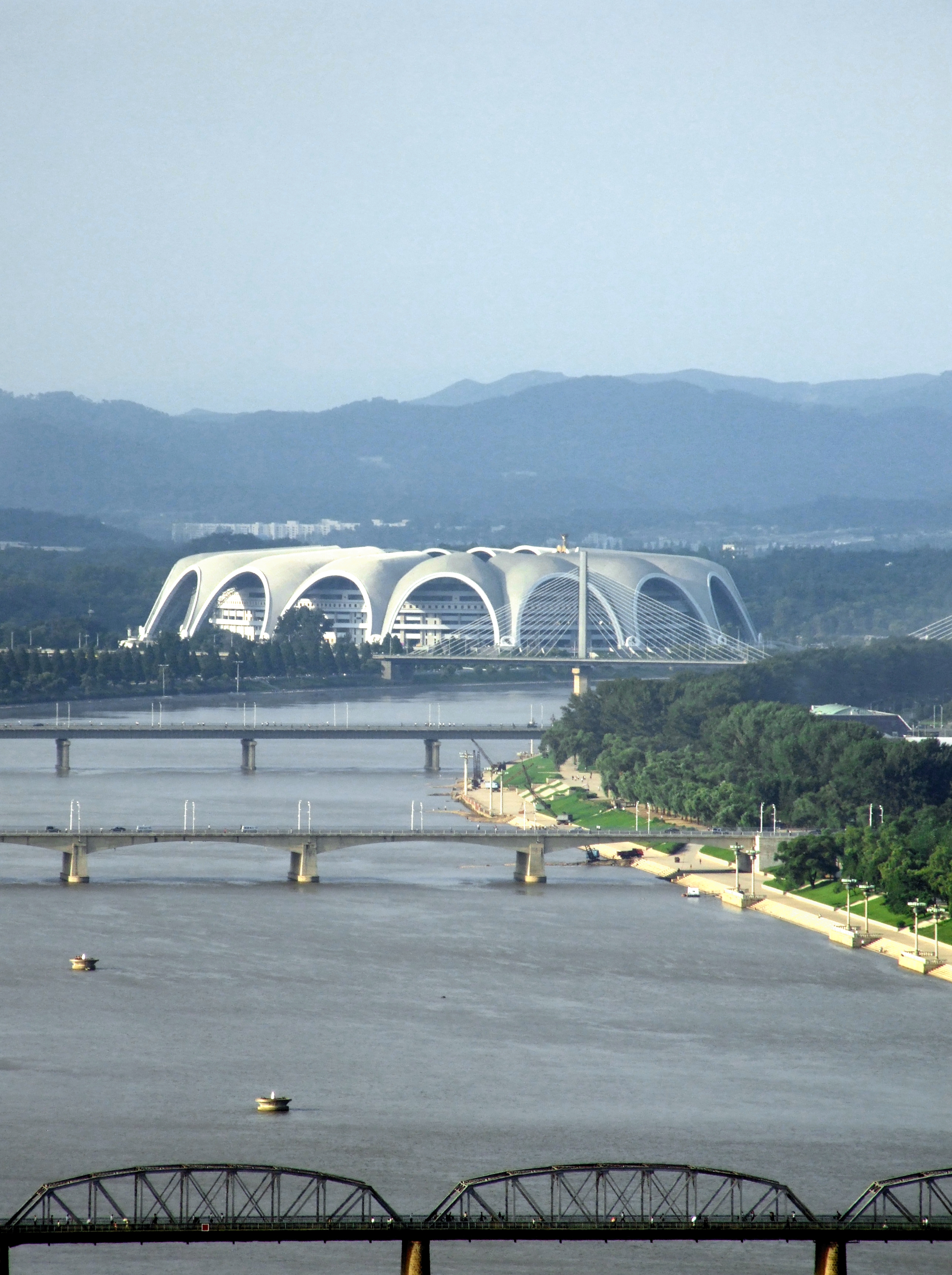
Stade du Premier mai, construit en 1989
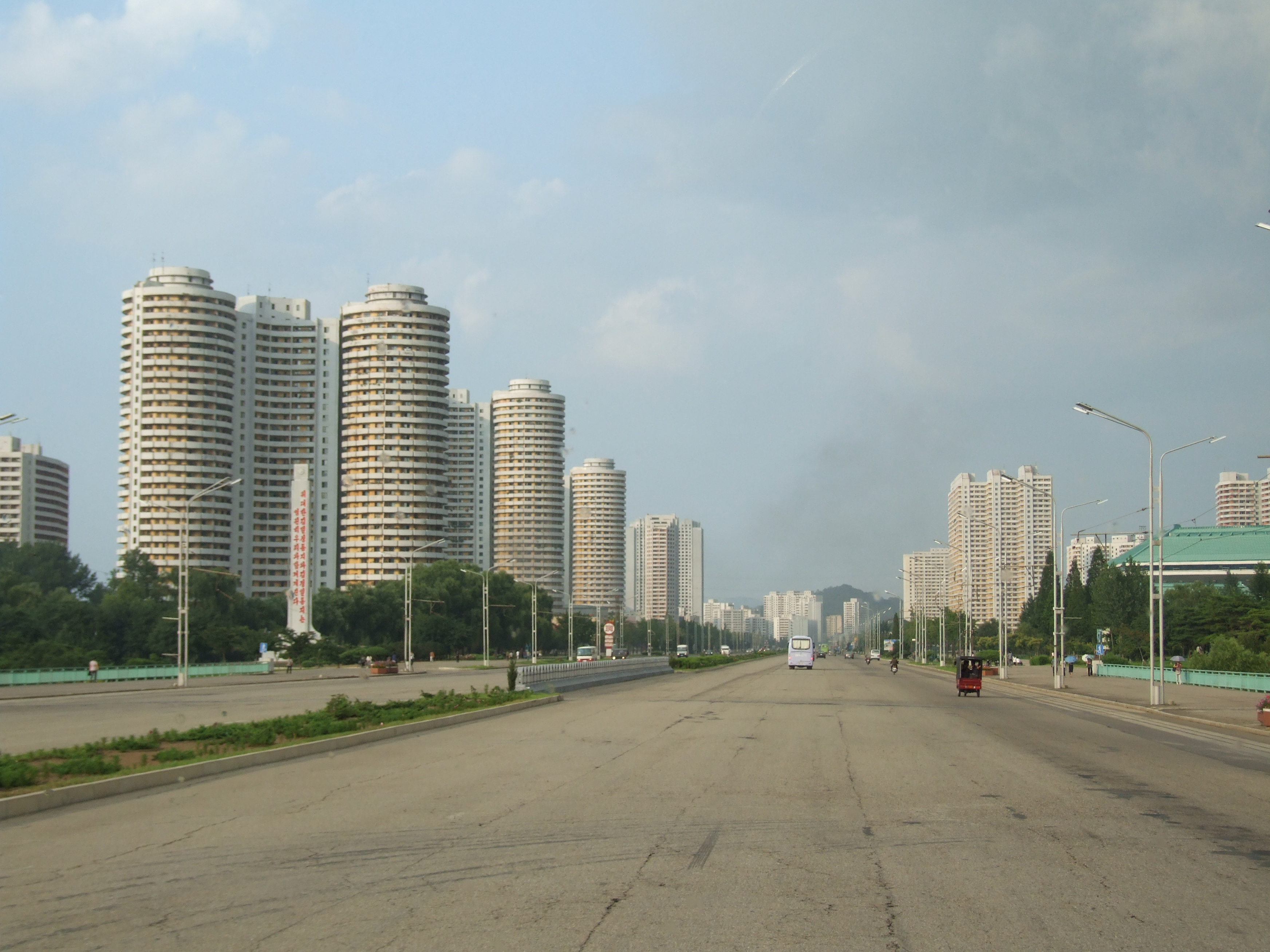
Rue Kwangbok, construite en 1989
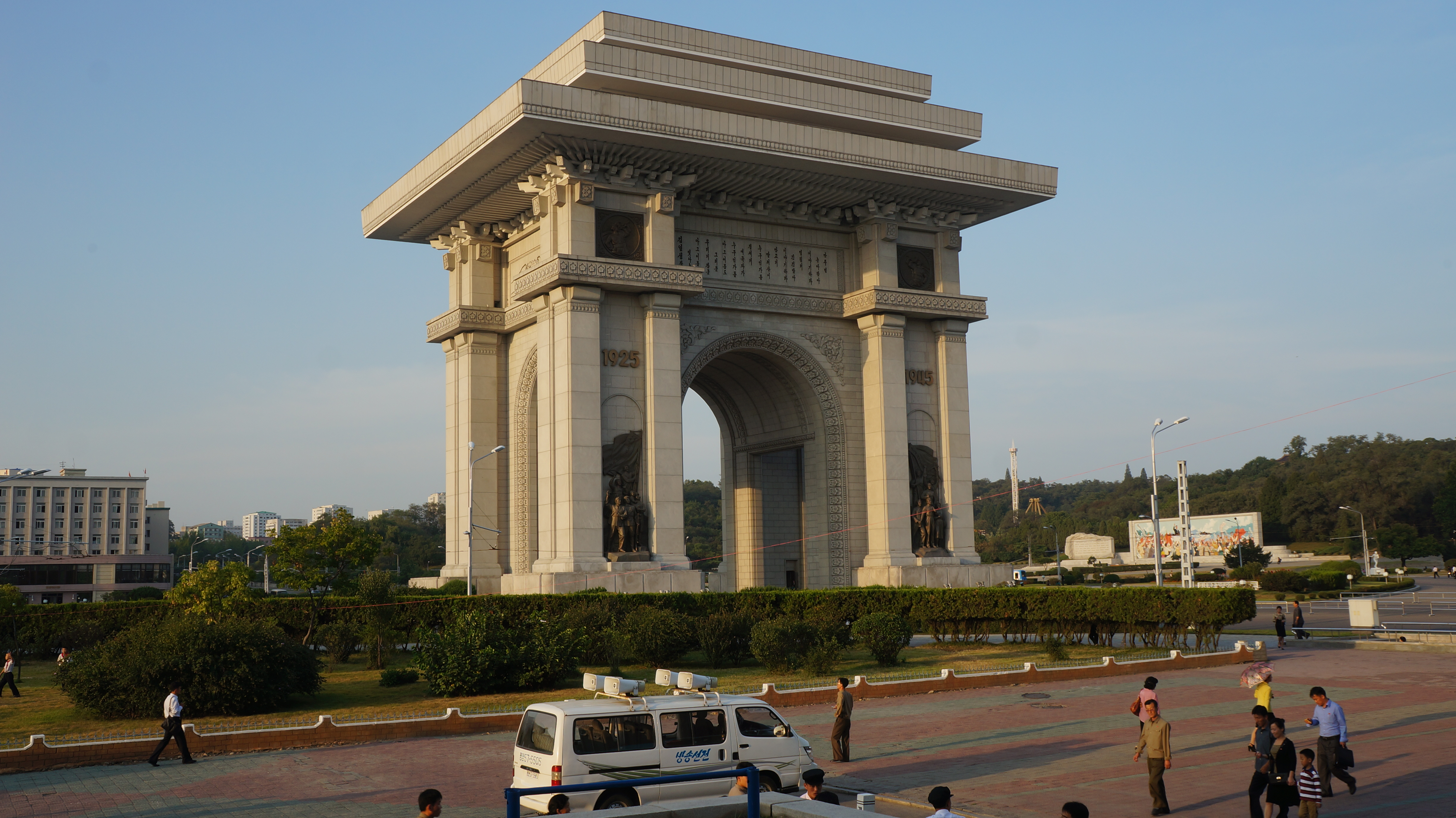
Arc de Triomphe de Pyongyang, construit en 1982
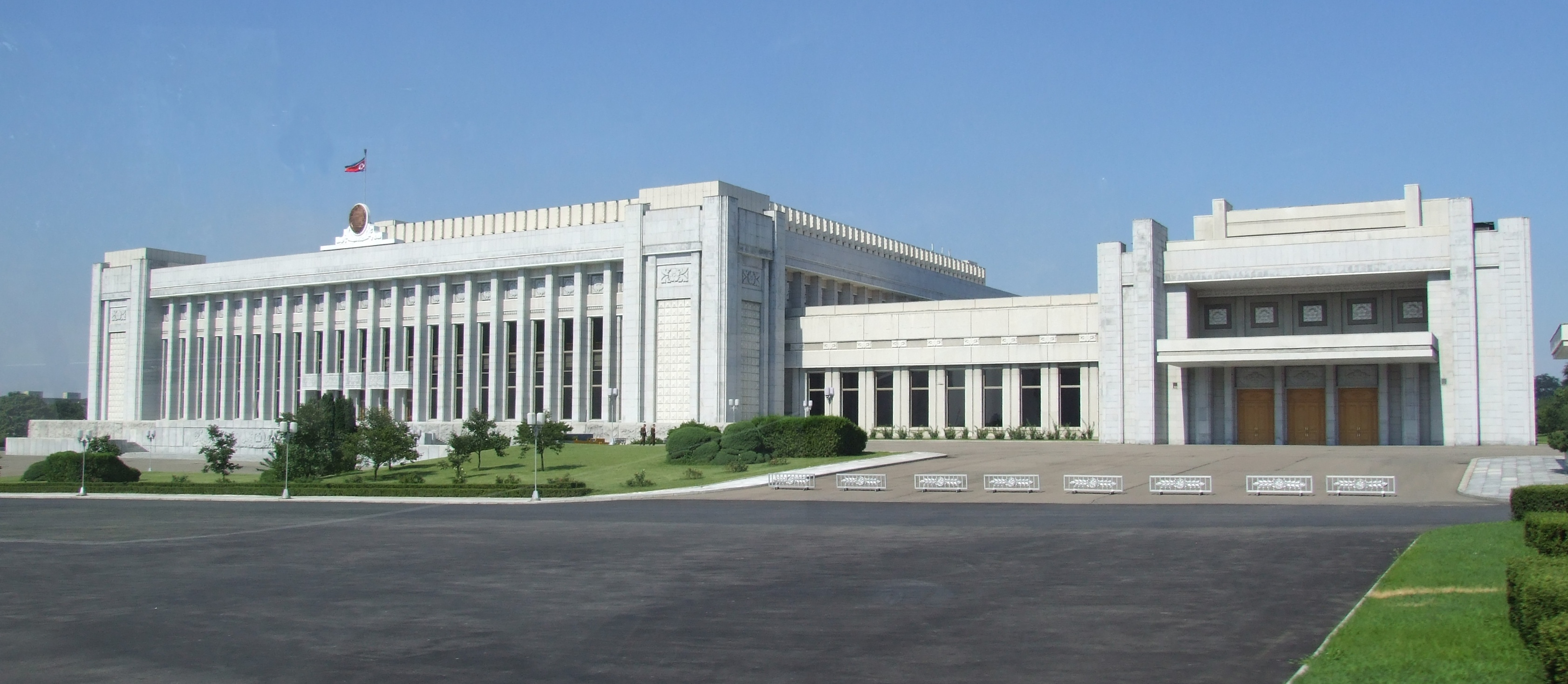
Bâtiment de l'Assemblée populaire suprême construit en octobre 1984
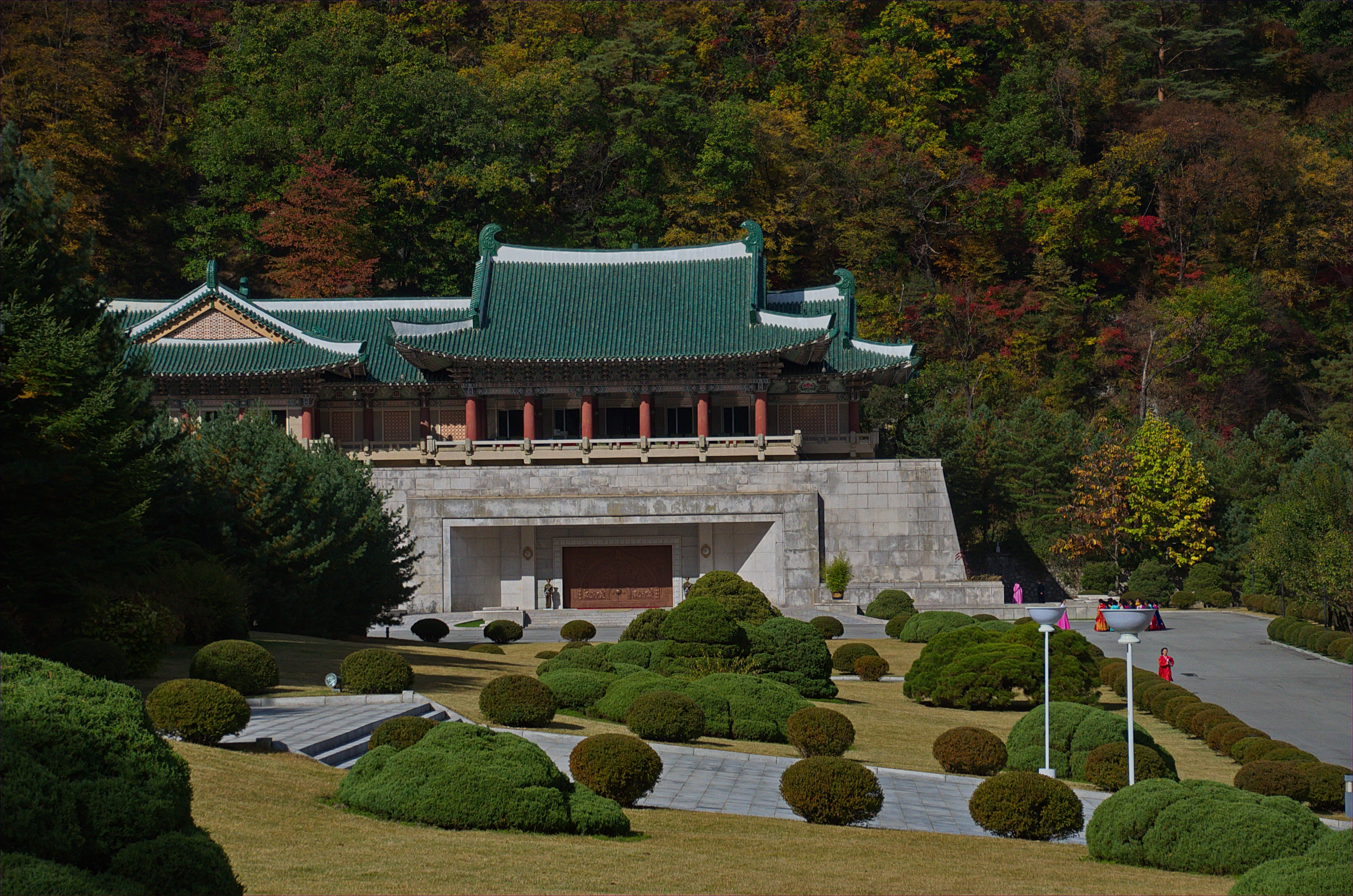
Façade de l'exposition internationale de l'amitié, construite en 1978 de style néo-traditionnel
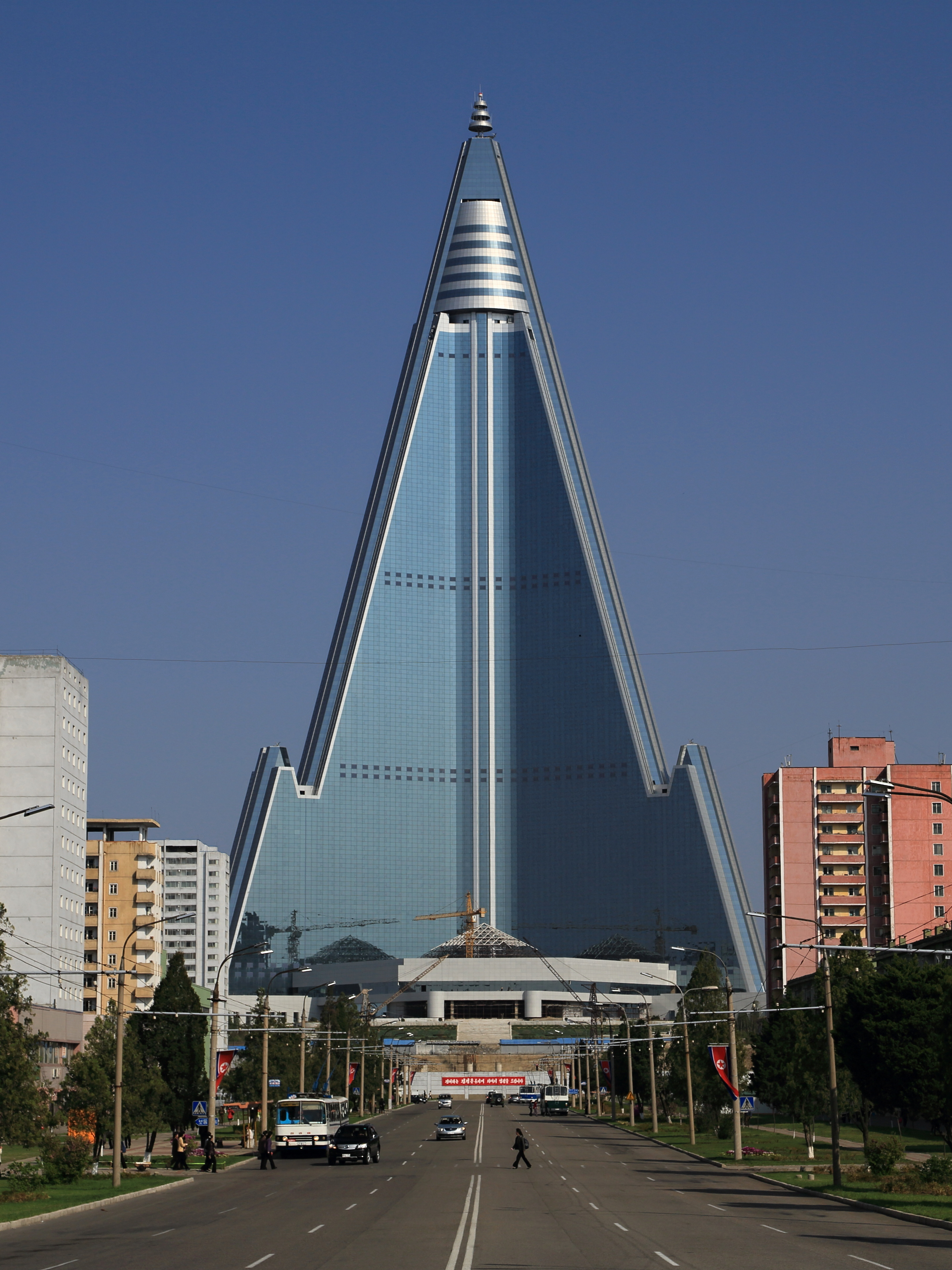
L'hôtel Ryugyong, commencé en 1987, non achevé à date de 2022.
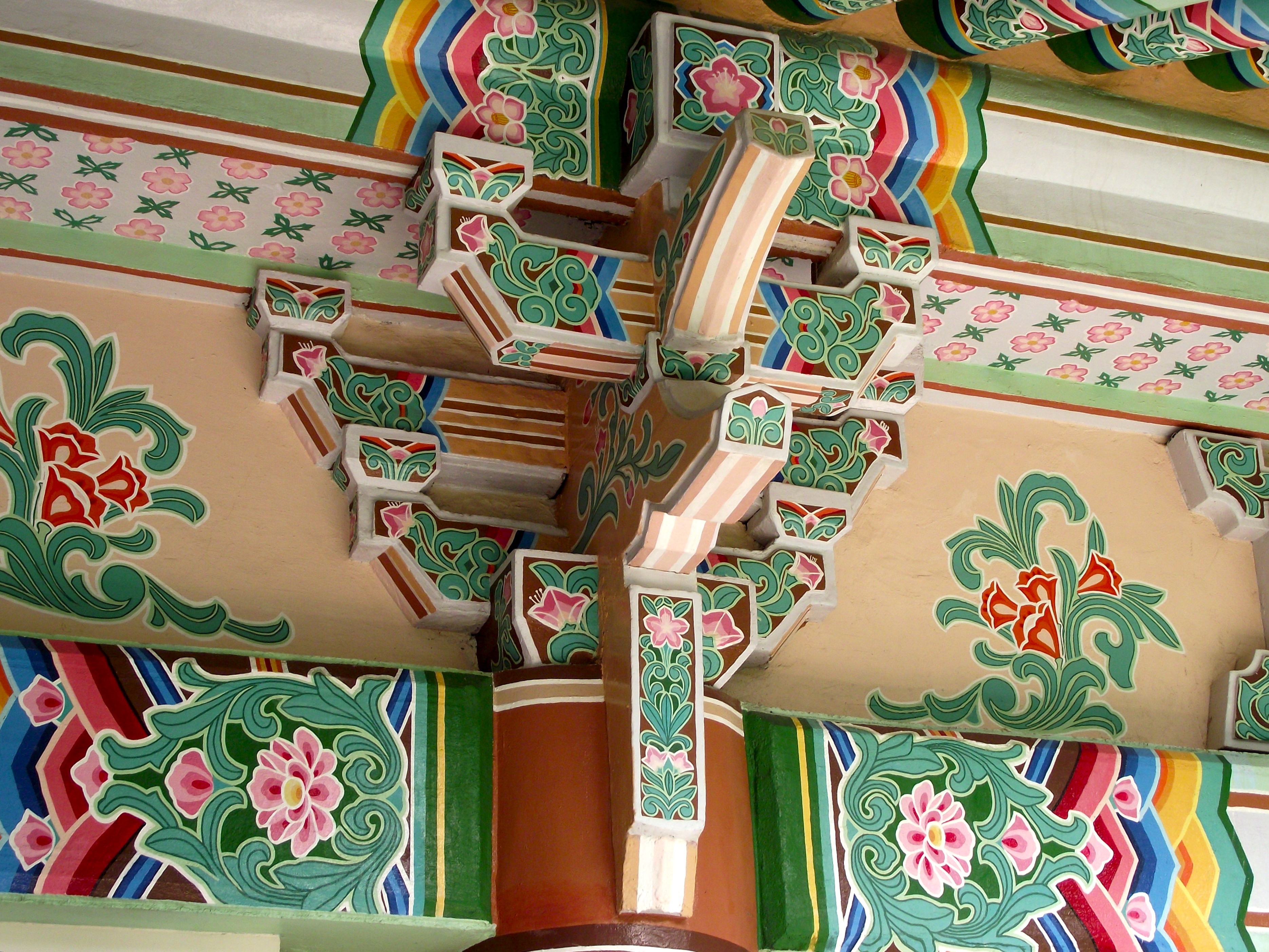
Reproduction en béton de la structure porteuse traditionnelle en bois de type dougong, détail de l'exposition internationale de l'amitié

### Arrêt et ralentissement des projets (1989-2011)
Des bâtiments de style postmoderniste socialiste, avec des éléments en verre, une structure en acier et des finitions en aluminium, sont construits. L’hôtel Yanggakdo a ouvert en 1995, ou avant lui, l'hôtel Ryugyong qui est commencé en 1987.
Avec l’effondrement de l'URSS, l'aide soviétique a disparu, faisant baisser la qualité des matériaux employés et rallongeant les délais de construction. Les années 1990 sont marquées par la crise économique et une famine dans le pays, le budget de l'État étant considérablement amputé, les projets de construction en souffrent fortement, les projets architecturaux monumentaux sont presque tous à l'arrêt, le Monument à la fondation du Parti, achevé en 1995, fait figure d'exception.
La présence d'éléments traditionnels est de moins en moins mise en avant, l'application du traité d'architecture de 1991 de Kim Jong-il incite les architectes à chercher de plus en plus de nouvelles solutions imaginatives comme par exemple pour le salon d'exposition Kimilsungia et Kimjongilia.

La reprise commence timidement à partir des années 2000.

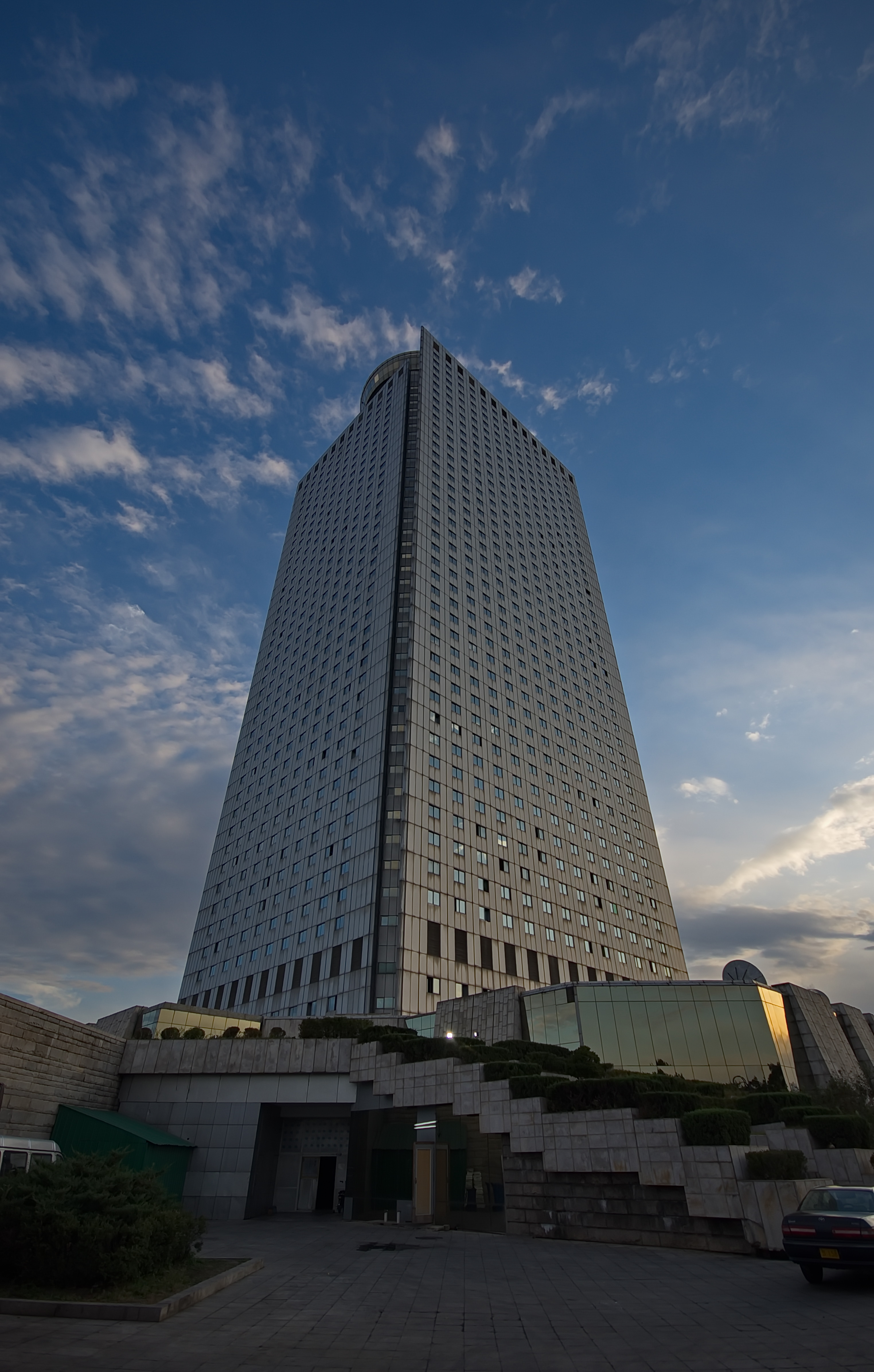
L'hôtel international Yanggakdo ouvert en 1995
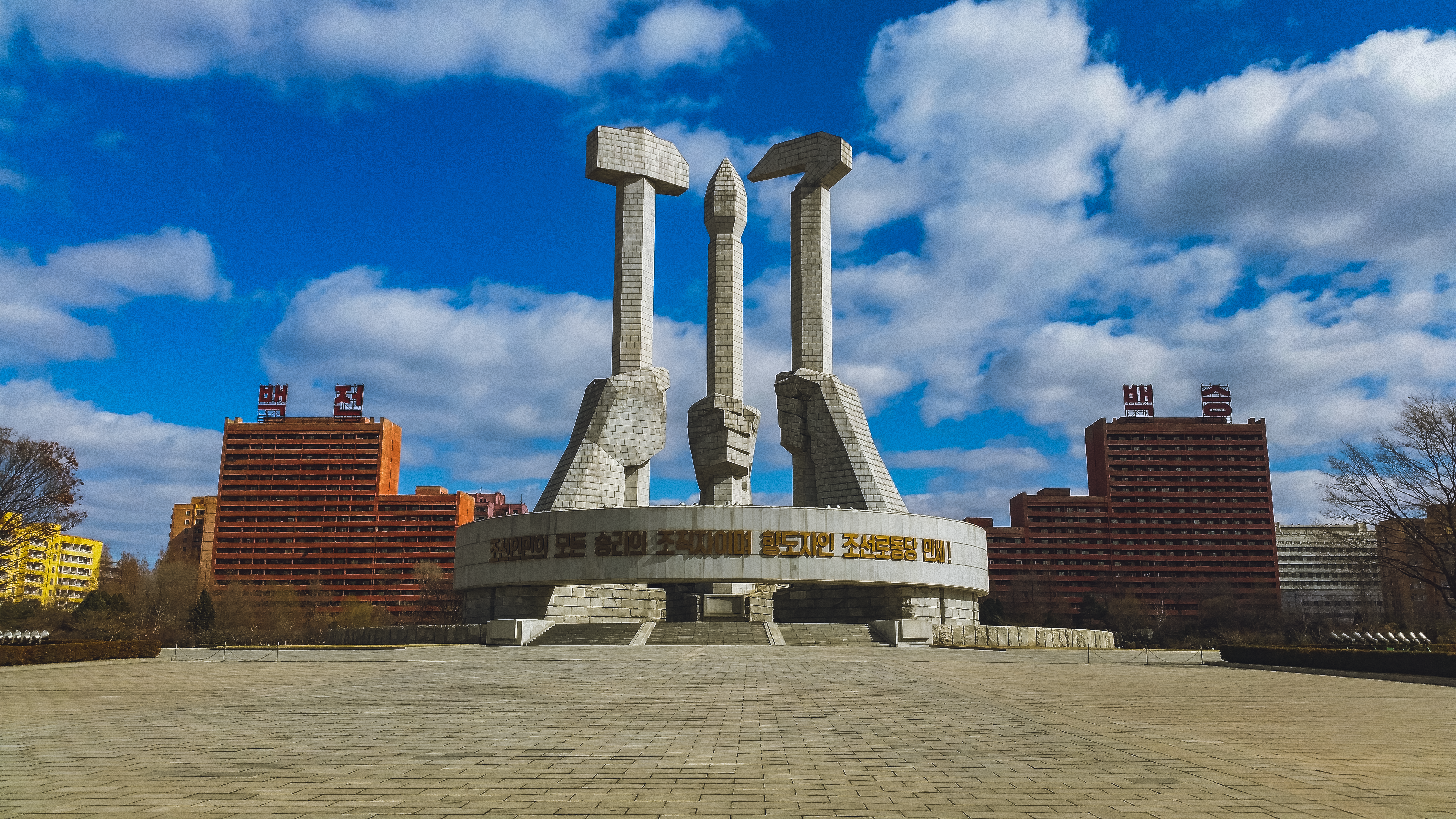
Le Monument à la fondation du Parti, construit en 1995

### Accélération des projets sous Kim Jong-un (2011-)
Après sa montée au pouvoir en 2011, Kim Jong-un influence l'architecture du pays. Celle-ci se caractérise par une vitesse de construction importante, de nombreuses zones résidentielles avec de hautes tours d'habitation voient le jour, comme les 50 tours de la rue des Scientifiques Mirae (en), ou les 70 tours de la rue Ryomyong. Le projet de la rue Changjon avec 18 tours, lancé par Kim Jong-il, est terminé après sa mort par son fils Kim Jong-un en 2014. Des tours sortent de terre avec un style en verre et aluminium le long de l'avenue Kwangbok[réf. nécessaire].
Avec son arrivée au pouvoir, Kim Jong-un promet la « fin de l'ère de la restriction » et proclame l'entrée dans une société où le peuple est invité à se divertir. La création d'infrastructures de loisir, de tourisme et de consommation est lancée. En 2012, le parc d'attractions de Rungna (en) ouvre, en 2013 le Parc aquatique de Munsu ouvre. Le premier complexe skiable du pays a ouvert en 2014.
Les projets architecturaux sous Kim Jong-un diffèrent sur certains points des préconisations de son père. Alors que Kim Jong-il développait une idée classique néo-traditionnelle de l'architecture, Kim Jong-un retourne à une vision plus figurative et moderne, comme la Mirae Unha Tower qui représente une orbite atomique. Des structures contemporaines avec des matériaux de revêtement moderne sont construites.
La rue Mirae (en) est elle aussi figurative mais intègre des nouveautés grâce à des tours conçues comme des bâtiments individuels avec leur propre identité visuelle, à la différence de l'ancienne conception où chaque bâtiment voisin était très uniforme.
Un nouveau terminal à l'aéroport international de Sunan de style moderne a été créé en 2015.
L'architecture depuis les années 2000-2010 est le fruit d'un mélange d'influence extérieure et nationale.
En 2013, la Corée du Nord s'est dotée d'une « Loi sur l'Embellissement de la Ville », qui implémente la « people first policy ». Cette loi exige une bonne hygiène urbaine, un embellissement des bâtiments et des installations et exhorte les citoyens à s'engager pour un environnement propre et bien agencé, en accord avec un « pays socialiste civilisé ».

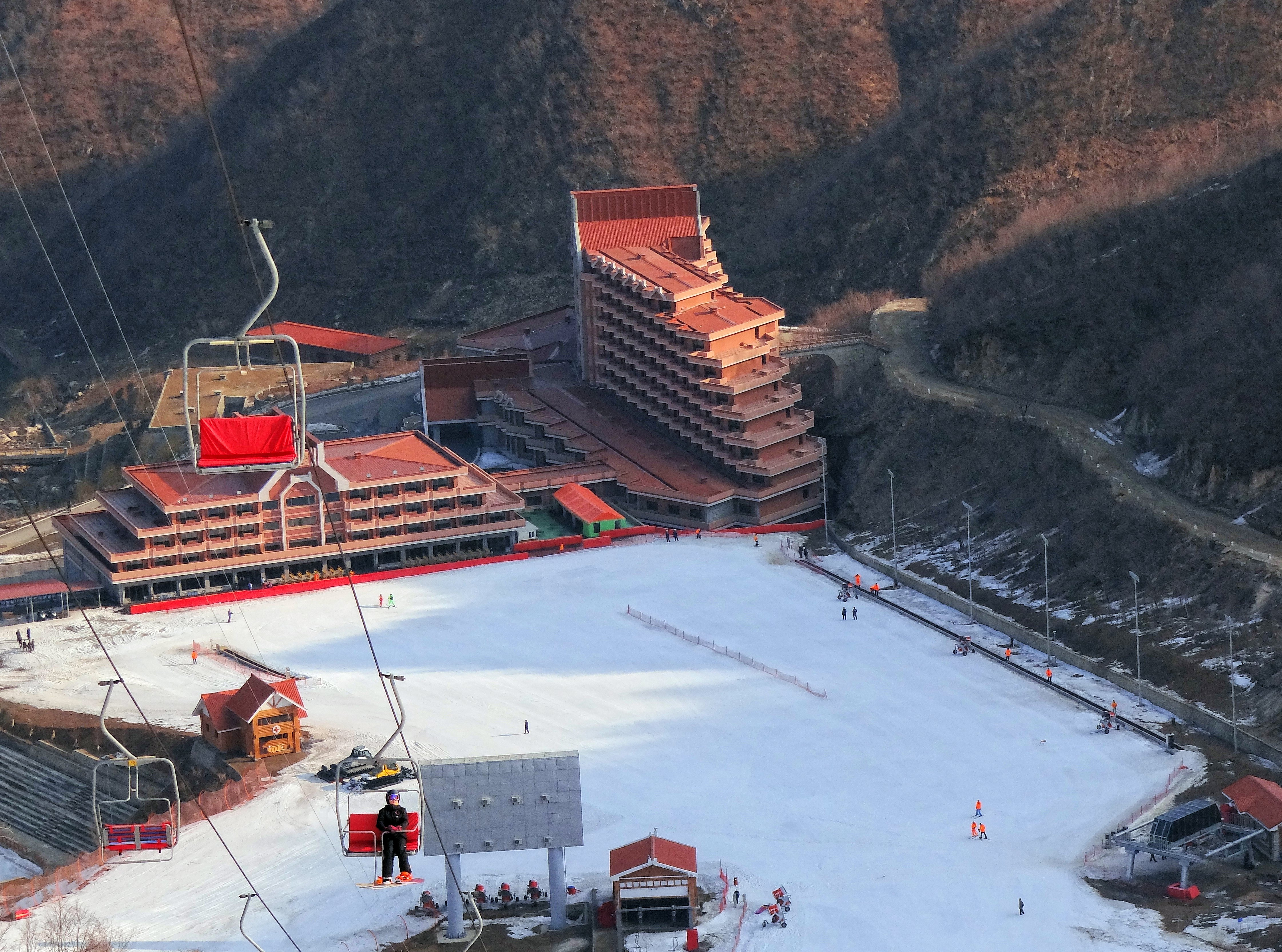
Station de ski Masikryong construite en 2014.
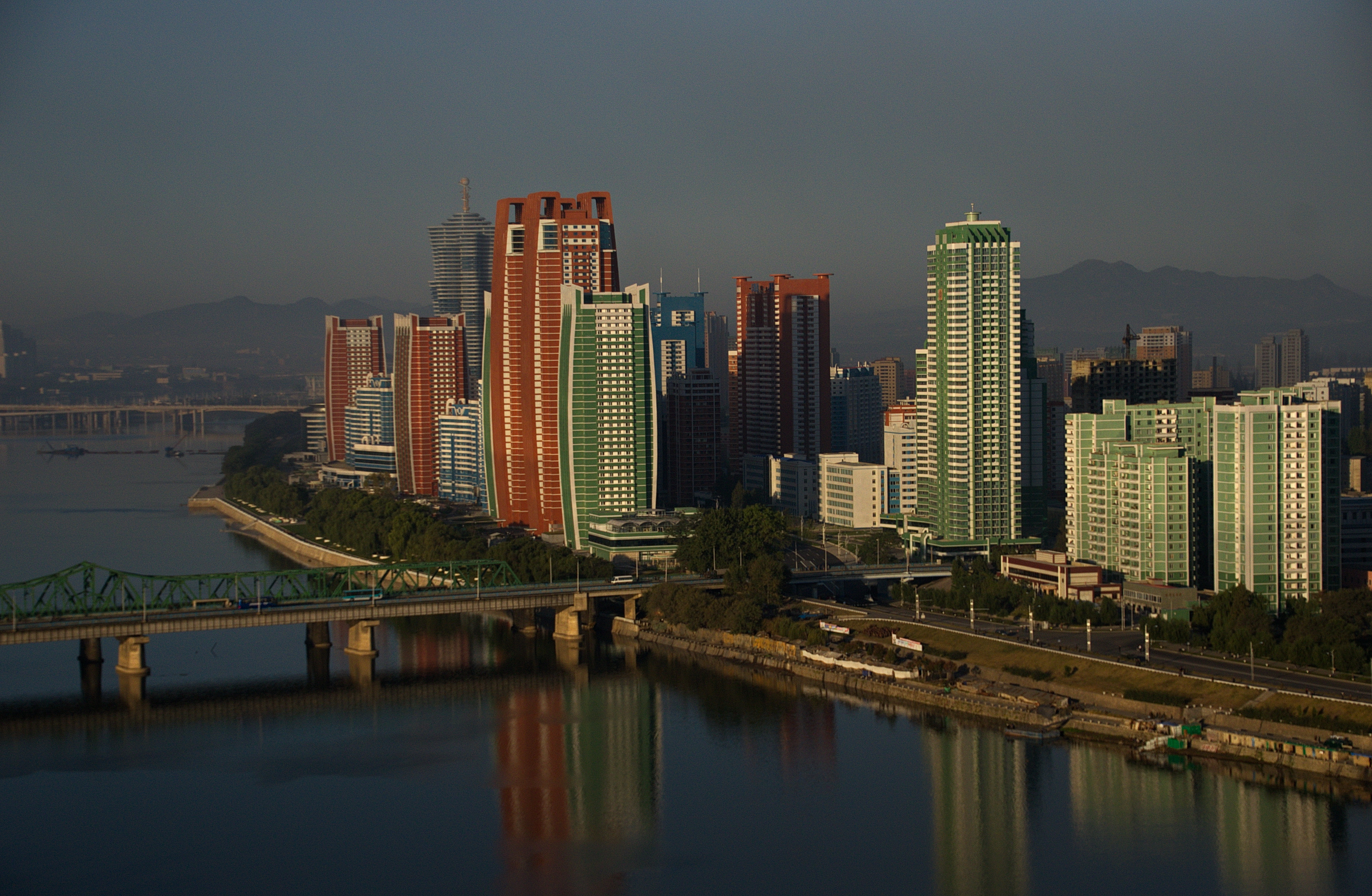
Rue des Scientifiques Mirae, construite en 2014.
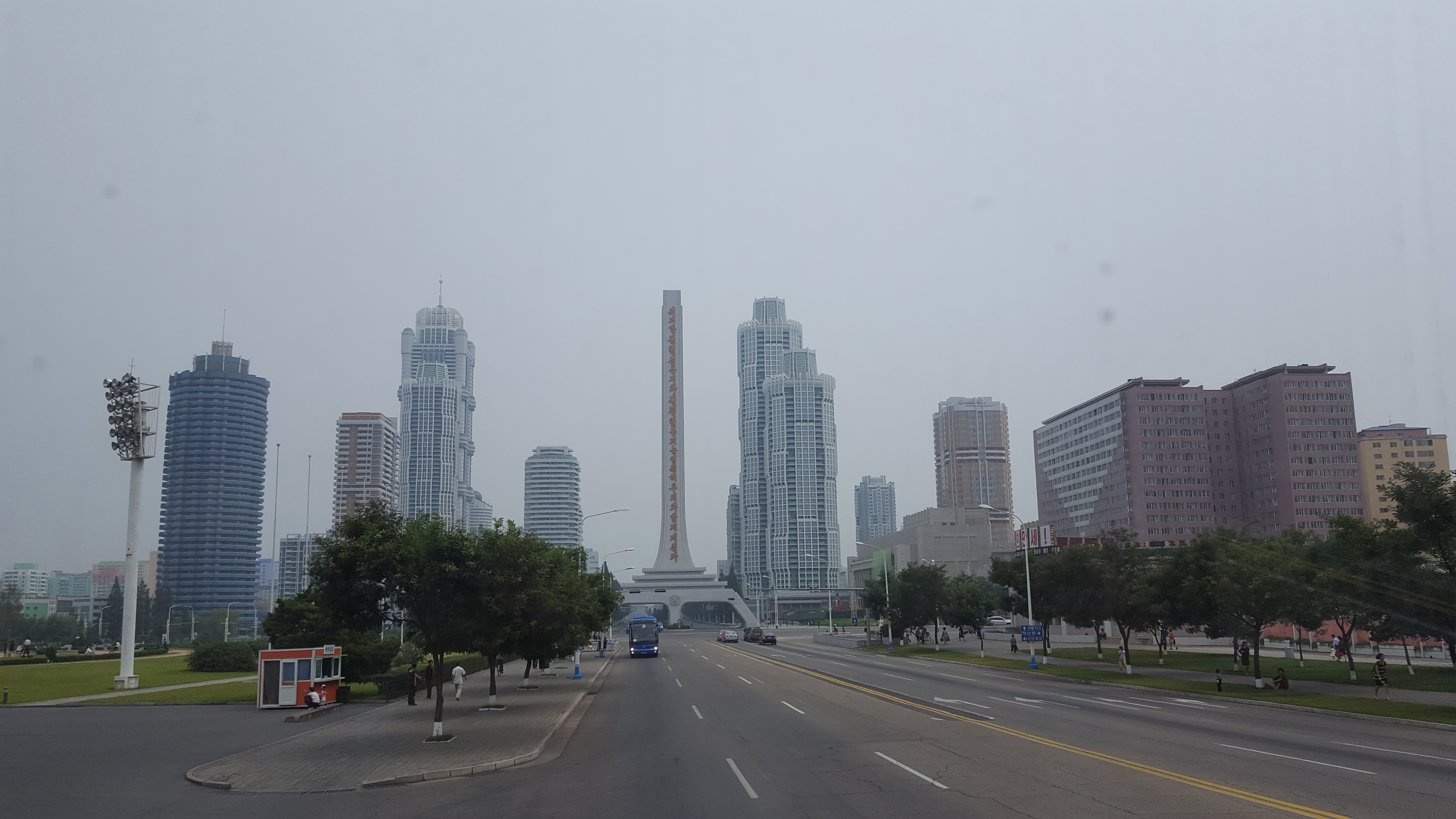
Rue Ryomyong, construite en 2017.
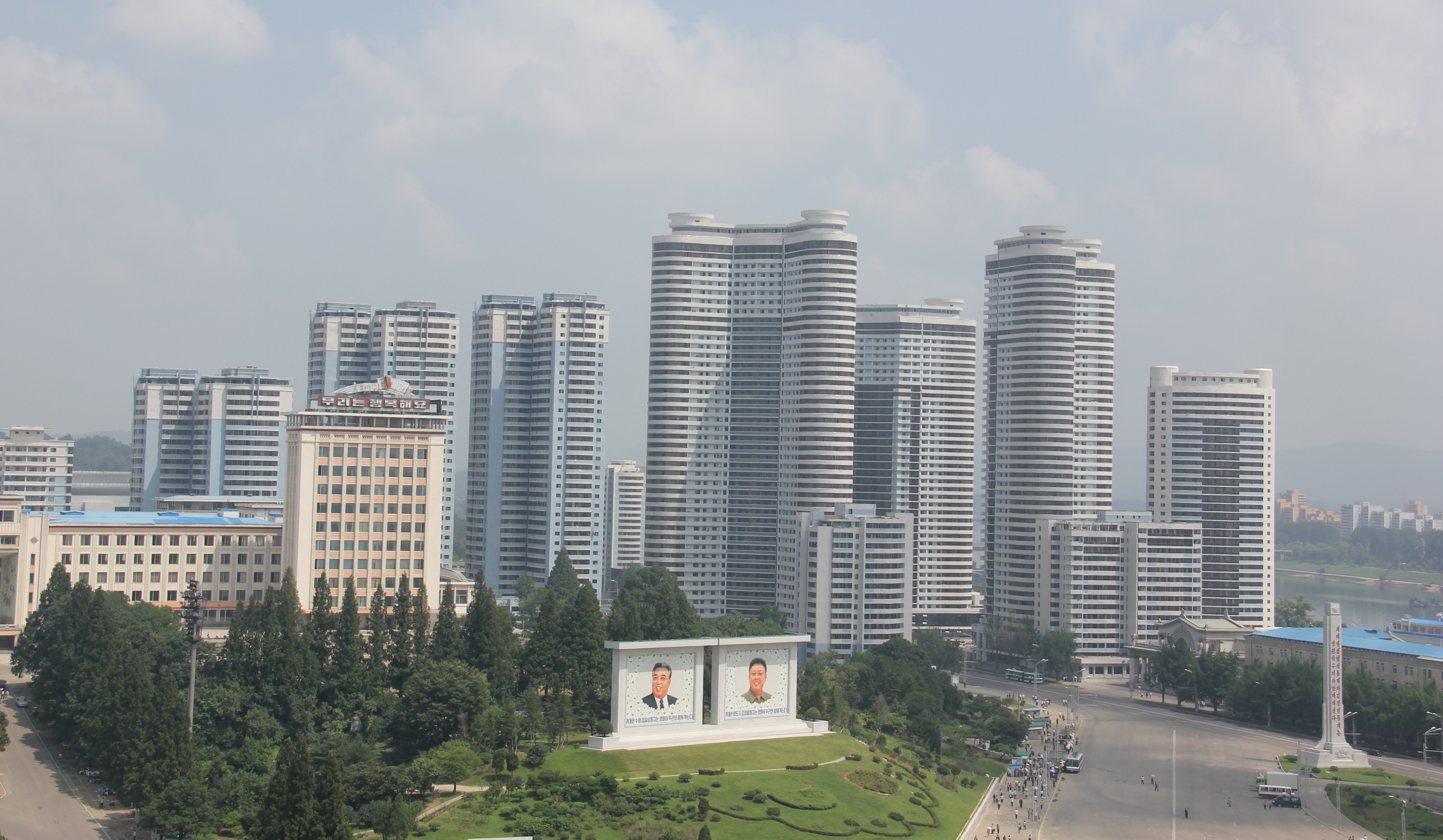
Rue Changjon.
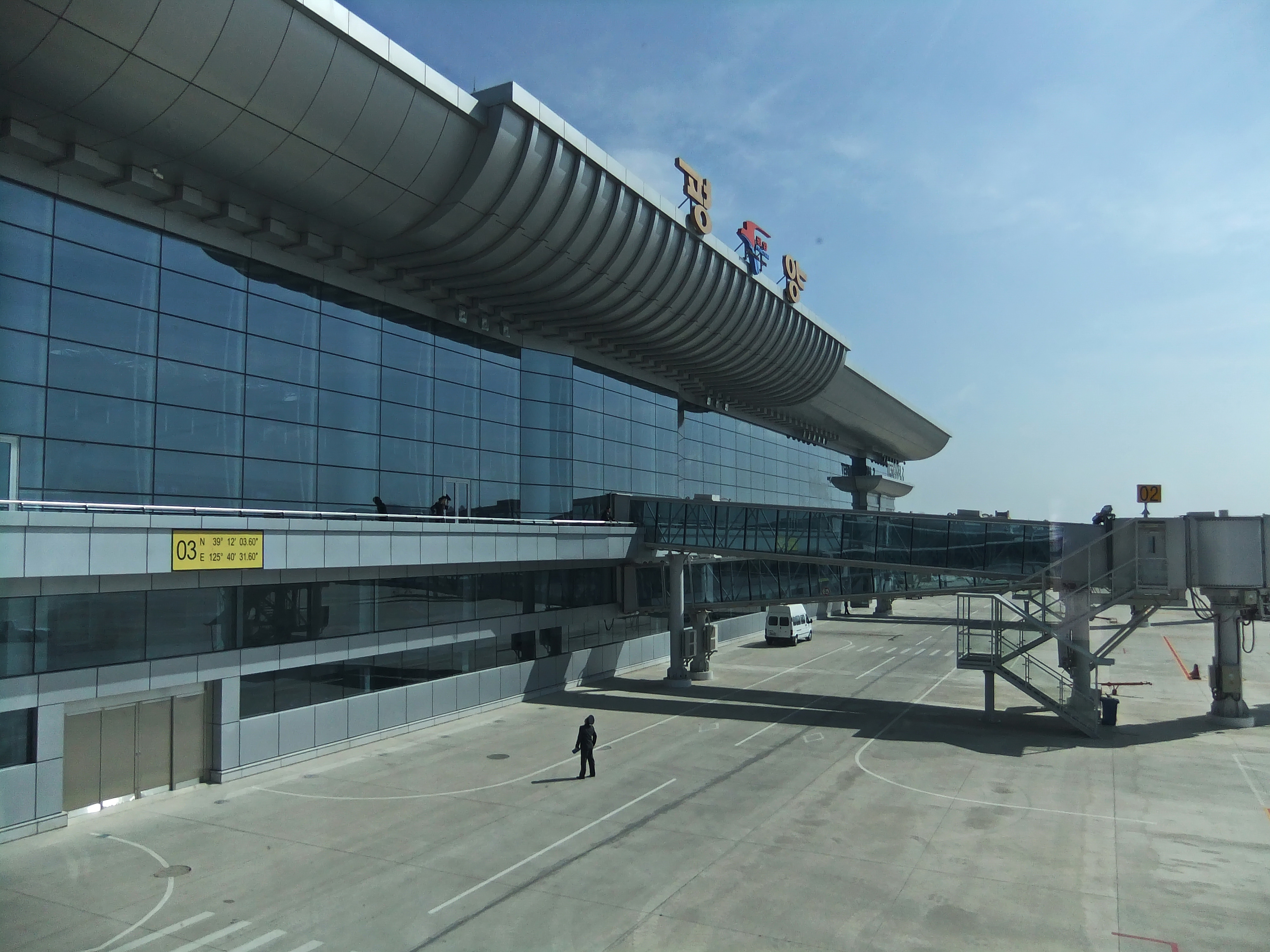
Terminal n°2 de l'aéroport international de Sunan, de style moderne, construit en 2015

## Architecture juchéenne
L'architecture en Corée du Nord s'inscrit dans le courant du socialisme, et sert d'idéal révolutionnaire pour la classe ouvrière.

### Prémices
Au sortir de la guerre, Kim Il-sung déclare vouloir faire de Pyongyang et de la Corée du Nord « un grand jardin d'architecture Juche ».
La notion concrète du juche dans l'architecture apparaît dans le livre « Dialogues sur l'architecture Juche » dont le premier volume a été publié en 1987 pour le 40ème anniversaire de Kim Jong-il. Le journal nord-coréen « Korean Architecture » est créé en 1988 et présente le discours du régime sur la combinaison de l'architecture et du juche.

### Traité de 1991 de Kim Jong-il
Le 21 mai 1991, Kim Jong-il publie un traité nommé « Sur l'art de l'architecture » (ou « De l'architecture »), dans lequel il explique de manière approfondie comment faire de l'architecture en Corée du Nord, il y théorise le caractère national et socialiste de l'architecture juche, ainsi que les principes de bonne urbanisation. C'est un livre qui fait référence pour les architectes nord-coréens,. Les principes énoncés dans ce traité tendent à renforcer le culte de la personnalité des dirigeants,.
Ce livre s'inscrit dans un ensemble d'ouvrages destinés à expliquer le contenu national et socialiste que les arts devraient véhiculer, cela s'appliquant au domaine du cinéma, de la littérature, de la peinture, du théâtre et de la danse.
Il y expose des principes architecturaux à suivre comme « la condition de base pour harmoniser tout l'espace architectural de la ville et de se concentrer sur la statue du leader et de s'assurer que la statue joue le rôle principal dans la formation architecturale de la ville »,.
Kim Jong-il y explique aussi que « l'espace architectural doit être composé de manière à ce que l'image du leader domine tous les éléments de l'espace. Cela aidera les gens à lever les yeux vers l'image du leader à tout moment et leur inspirera la fierté et la conscience qu'ils sont heureux dans l'étreinte du leader ».
L'idéologie du juche, qui est à l'origine l'indépendance politique, économique et militaire du pays, a influencé le domaine architectural. Selon le traité de Kim Jong-il, les formes et les couleurs doivent faire référence à l'ancienne histoire de la Corée, cette injonction participe au sentiment de fierté nationale et a fait émerger un style propre au pays avec des toits de style « Giwa » combinés avec des tuiles vertes.
En plus de la symbolique socialiste, ce style a donné un caractère national renforçant l'identité socialiste nord-coréenne indépendante.

## Outil de propagande
L'architecture en Corée du Nord est un outil d'influence et de contrôle sur la population. Le manque d'ouverture du pays permet au régime de facilement avoir accès à des idées architecturales qui impressionne la population pour les faire adhérer au pouvoir, aux idées de progrès et de richesse du pays. Les constructions monumentales sont vues comme des offrandes faites au peuple.
Les bâtiments publics sont des lieux où le peuple s'amuse, et, de fait, une association positive entre ces bâtiments qui représentent le pays et la population se crée.
L'architecture comme les autres sphères d'activités doivent être en adéquation avec la vision et les directives du PTC, et sont soumises à l'autorisation du pouvoir. Les architectes sont donc très contraints dans leur approche créative pour faire de l'architecture et enfermés dans un objectif de relais de propagande.
L'architecture monumentale est vue comme un outil soutenant l'idéologie, l'architecture représentant l'identité du lieu.
La ville de Pyongyang ne fait apparaître aucun bâtiment issu de précédents régimes politiques, ce qui reflète l'emprise du pouvoir sur l'architecture.

## Architectes
Les architectes comme Kim Jong-hee ont joué un rôle important pour la reconstruction d'après guerre.

### Un corps collectif
Les architectes ne sont pas des artistes avec une individualité mais ce sont des travailleurs qui s'effacent derrière la théorie architecturale de Kim Jong-il, et forment un corps collectif.
Depuis 1954, les architectes nord-coréens sont réunis dans Alliance des architectes de Choson, mais cette organisation dans un premier temps utile pour défendre collectivement leurs intérêts s'est transformée en une organisation sociale contrôlée par le parti pour mettre en œuvre la vision politique de Kim Il-sung pour développer l'architecture Juche.
Les ouvriers sur les chantiers de construction sont appelés les « soldats-bâtisseurs »,. Différentes affiches sont censées expliquer la vitesse de construction, la « vitesse de Pyongyang » la plus rapide, la « vitesse de Chollima » après celle de Pyongyang nommée en référence au cheval mythique, et enfin la « vitesse de Masikryong », qui est une vitesse apparue dans les années 2010.

### Inspiration limitée
Les références visuelles des architectes sont limitées par le contrôle de l'information du régime sur la société, et le manque de livres et de magazine sur l'architecture. Pour les réalisations architecturales les ingénieurs nord-coréens font face à un manque de matériaux de qualité et de connaissances techniques de construction modernes.
La créativité des architectes est limitée par l’idéologie du juche qui doit être suivi, et surtout par la gamme de matériaux limité à disposition.

### Formation
En juillet 1946, un département d'ingénierie architecturale est créé au sein de l'université Kim Il-sung, suivi par d'autres structures en septembre 1948 comme l’université Kim Chaek.
Depuis 1954, l'université d'architecture de Pyongyang joue un rôle très important dans le développement de l'architecture et de la construction dans le pays.
Les architectes sont formés dans des universités d'État notamment l'Université d'architecture de Pyongyang et sont des fonctionnaires. De rares architectes ont été formés en France dans les années 2000 et 2010.
Les architectes de haut niveau travaillent au sein de l'Institut Paektusan, ils conçoivent la grande majorité des projets de construction de premier plan pour le gouvernement.

## Influences et styles

### Influences
L'architecture nord-coréenne est très marquée par l'influence soviétique avec une architecture qui – dans un premier temps – a adopté l'architecture stalinienne néoclassique brutaliste,,. Cette influence s'est ensuite mélangée avec l'architecture coréenne traditionnelle,. Malgré l'influence de l'URSS, l'architecture nord-coréenne n'a jamais adopté le style du constructivisme russe des années 1920.
L'architecture nord-coréenne a évolué en passant d'une influence très nette de l'URSS et des états socialistes avec des bâtiments préfabriqués à une ouverture modérée à l'influence extérieure.
La ville de Pyongyang a une architecture très homogène, due au fait que l'État soit le seul décideur et constructeur dans le pays,, sauf une ou deux exceptions récentes des années 2010-2020 où certaines constructions sont réalisées en coentreprises avec des Chinois. L'État est officiellement le propriétaire de tous les bâtiments dans le pays et leur construction est entièrement dirigée par le régime, qui y dicte les délais pour leur réalisation.

### Styles
Les bâtiments et les infrastructures publiques adoptent très largement une symétrie axiale, avec des couleurs pastel rouge, vert, bleu, jaune et rose omniprésentes,,,.
L'approche nord-coréenne de l'architecture est très figurative,,. La maternité de Sanwon représente une mère avec des jumeaux, des salles de concert imitant les touches d'un piano, un gymnase d'haltérophilie en forme de paire d'haltères ou encore une salle de badminton modelée sur l'arc d'un volant en sont différents exemples.

## Matériaux et méthode de construction
La construction de bâtiments utilise principalement du béton, car c'est la seule ressource disponible sans importation. Les bâtiments sont donc construits avec des blocs de béton faible et primaire, composé de ballast.
L'utilisation systématique du béton et l'agencement très ordonné peut donner la sensation de monotonie à la capitale malgré une architecture relativement diversifiée, mais le béton donne une impression de monumentalité plus forte.
La construction et les formes complexes comme les courbes sont limitées par les méthodes de constructions et la disponibilité des matériaux.
Pendant les années 1950 et 1960, les bâtiments étaient préfabriqués, tandis que dans les années 2010-2020, la méthode utilisée est celle du coulage sur place du béton.
Le développement des zones de Pyongyang était basé sur la notion de blocs, qui mesuraient 200 mètres sur 200 mètres, puis pendant l'âge d'or des années 1970 aux années 1980, les projets architecturaux se sont agrégés autour du concept de rue, comme par exemple les rues Tongil et Kwangbok.

## Intérieur des bâtiments
De nombreux bâtiments visités par les touristes étrangers ont eu leurs intérieurs rénovés, remplaçant des sols décoratifs en terrazzo par du lino et du granit chinois. Certains parquets de théâtre ont été changés pour du caoutchouc. Les bâtiments dont l'intérieur a été rénové présentent un style cohérent avec des couleurs pastels et des matériaux brillants suivant une symétrie axiale.
Ce style est peut-être choisi, mais il peut aussi être la conséquence d'un manque de matériaux.
Les intérieurs prestigieux autrefois constitués de miroirs et les mosaïques de pierre sont rénovés par des planchers en bois, des murs peints en plâtre, des détails en aluminium, de l'eau et de la végétation.

## Logements
Les logements sociaux durant les années 1970-1980 ont adopté un style moderne avec des blocs de dalle. Ces années marquent la volonté d'incorporer des éléments traditionnels coréens à ces constructions avec des toits en tuile coréenne.
Les problèmes d'isolation et d'étanchéité sur les bâtiments sociaux utilisés pour le logement sont des problèmes structurels.
67,5% des habitants du pays vivent dans des bâtiments d'un étage maximum, et dans la capitale, ce taux est à 40%.

### Ouvrages
- (es) Jelena Prokopljević et Roger Mateos Miret, Corea del Norte, utopía de hormigón : arquitectura y urbanismo al servicio de una ideología, Muñoz Moya Editores, 2012, 274 p. (ISBN 978-84-8010-235-3 et 84-8010-235-7, OCLC 785616303, lire en ligne)
- (en) Philipp Meuser, Architectural and Cultural Guide : Pyongyang, vol. 2 volume, Dom Publishers, 15 mars 2012, 368 p. (ISBN 9783869221878)
- (en) Jun Sang-in, Understanding North Korea through Its Cities, Séoul, Ministry of Unification, Institute for Unification Education, 2016, 123 p. (lire en ligne)
- (en) Kim Jong-il, On Architecture, Pyongyang, Foreign Languages Publishing House, 21 mai 1991, 170 p. (lire en ligne), Scan de Internet Archive
- (en) Kim Jong-un, Let Us Usher in a Great Golden Age of Construction by Thoroughly Applying the Party's Juche-Oriented Idea on Architecture, Pyongyang, Foreign Languages Publishing House, 8 décembre 2013, 17 p. (lire en ligne)

### Articles
- (en) Pavel P. Em, Peter Ward, Jelena Prokopljevic et Liudmila V. Zakharova, « City Profile of Pyongyang 3.0: Inside Out », North Korean Review, vol. 17, no 1,‎ 2021, p. 30–56 (ISSN 1551-2789, lire en ligne, consulté le 2 octobre 2022)
- (en) Jelena Prokopljevic et Charles K. Armstrong, « Socialist Postmodernism, Conceptual and comparative analysis of recent  representative architecture in Pyongyang, Astana and Ashgabat, 1989-2014 », Tiempo Devorado. Revista de Historia Actual “Corea del Norte, la Transición Invisible”,‎ juillet-août 2015, p. 210-231 (lire en ligne )
- (en) Myengsoo Seo, « Rethinking the Characteristics of North Korea’s Architecture and Construction Culture during its 1950s Post-War Recovery », Korea Journal, The Academy of Korean Studies,‎ 2021 (lire en ligne )